# 일본항공
일본항공(일본어: 日本航空 니혼코쿠[*], 영어: Japan Airlines)은 일본의 국책 항공사로 통상 일본 내에서는 일항(일본어: 日航 닛코[*])으로 불리며 일본 외에서는 JAL(잘)로 불린다. 본래 일본항공은 JAL 그룹의 지주회사인 주식회사 일본항공의 자회사였으나, 현재는 주식회사 기업재생지원기구의 자회사이다.
JAL이라는 브랜드는 사실 "일본항공 인터내셔널"(日本航空インターナショナル)과 일본 국내선을 다루는 "일본항공 재팬"(日本航空ジャパン)이라는 두 회사가 사용하고 있었다. 일본항공인터내셔널은 2004년에 '일본항공 주식회사'에서 회사명을 변경하며 국제선 담당 회사로 발족하였으나, 2006년 10월 1일 일본항공 재팬을 흡수병합하여, JAL로 명명되는 비행기 편의 운행을 단독으로 보유하는 사업체가 되었다.
그리고 2010년 4월 1일 지주회사였던 전일본공사가 흡수되면서 일본항공 인터내셔널이라는 상호가 주식회사 일본항공으로 변경되었다.
한때 보잉 747-100, 보잉 747SR-100, 보잉 747-100BSR, 보잉 747-100B/SR/SUD, 보잉 747-100F, 보잉 747-200, 보잉 747-200F, 보잉 747-300, 보잉 747-300SR, 보잉 747-400, 보잉 747-400D, 보잉 747-400BCF, 보잉 747-400F를 110여 대를 보유하며 보잉 747 최다 보유 항공사였으나, 경영난으로 유지보수비용을 감당하지 못하게 되면서 구조 조정의 일환으로 2011년에 전량 퇴역시켰다.

## 역사

### 설립
제2차 세계 대전 직후, 연합군 총사령부 점령 기간에 적용되었던 일본의 항공회사 운영 금지가 1950년 6월에 해제되자, 일본 정부는 반관반민(半官半民) 형태로 1951년 8월 1일, 도쿄 주오구 긴자 (현재의 긴자 닛코 호텔이 있는 위치)에서 자본금 1억 엔, 39명의 종업원으로 일본항공을 설립하였다.
같은 해, 정기여객운항의 개시를 목적으로 8월 27일에서 8월 29일까지 필리핀 항공에서 임대받은 더글러스 DC-3 비행기 (일명 '킨세이') 로 시험 초대 비행을 실시하는 한편, 9월에는 하네다 공항을 비롯, 오사카, 후쿠오카, 삿포로 등의 취항 예정지에 지소 및 출장소를 설치했다.

### 정기 여객 운항의 개시

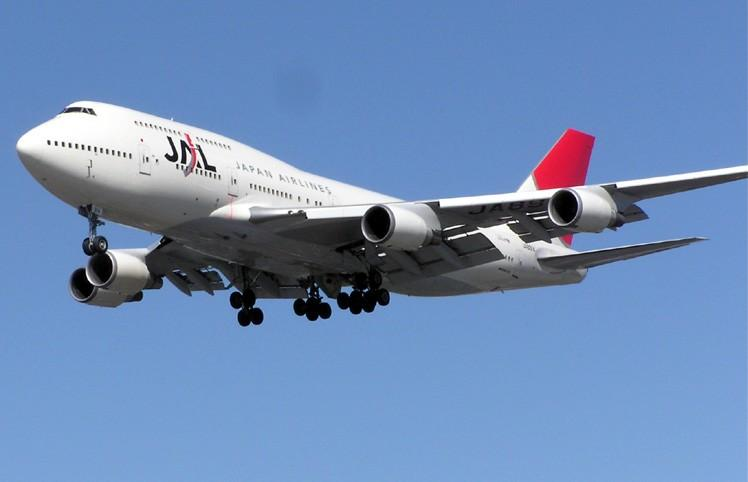
런던 히드로 공항에 착륙하는 일본항공의 보잉 747-400 (퇴역)

1951년 10월 25일에 패전 후 일본의 민간항공 정기편으로는 처음으로 미국 노스웨스트 항공에서 승무원을 포함하여 임차한 마틴 2-0-2 항공기로 하네다 공항 - 이타미 공항 - 이타즈케 공항 간의 정기 여객 운행을 개시하게 되었다. 그 후 11월 1일 정규 시간표 편성에 따르는 운항으로 바뀌어, 도쿄 국제공항 - 치토세 공항 간의 운항도 개시함과 동시에, 보다 대형인 더글러스 DC-4B형 항공기도 노스웨스트 항공으로부터 임차하였다.
운행을 개시할 당시에는 종업원 수가 162명으로 늘었으나, 당시는 국내선의 운항 뿐이었으며, 당시 구 연합군 진영의 외국항공사 5사에 의한 공동설립회사 JDAC(Japan Domestic Airline Company)와의 운항 위탁을 조건으로 영업면허를 소유하고 있었으며, JDAC 소속 회사 중 하나인 노스웨스트항공의 기자재와 운행 승무원에 의한 위탁운행이라는 체제였다. 그 뒤 1952년 10월 노스웨스트 항공과 운항위탁 계약이 만료되자, 새롭게 구매한 더글러스 DC-4B 형 항공기를 이용하여 자체의 비행기 및 승무원으로 운항을 개시하였다.
같은 해 6월에는, 국내 로컬 선용으로 영국제 근거리형 프로펠러기인 드 하빌랜드 DH114 헤론을 발주하는 한편, 7월에는 본격적인 국제선 운항을 목표로, 당시에 막 취항한 참인 영국제 최신예 제트 여객기 드 하빌랜드 DH 106 커미트를 2대 발주하였다. 9월에는 더글러스 DC-4B를 대신하여 국제선 주력기로 더글러스 DC-6B를 잇달아 발주하였다.
그러나, DH 114 헤론은, 다음해인 1953년 8월에 공포 및 실시된 '일본항공 주식회사법'에 따라 일본항공의 운항노선이 국제선 및 국내의 주요 간선 노선으로만 제한이 되는 사정으로 인해 자사의 승무원 연습용으로 사용되게 되었다 이후 1954년 2월부터 8월까지 일본 헬리콥터에 임대되어, 그 후 매각이 되게 된다. DH 106 커미트도 설계상의 미스로 인해 공중분해되는 사건이 연속되어 운항중지가 된 사정으로 발주가 취소되었다.
1953년 8월 1일 일본 의회는 "일본항공주식회사법"(법률 제154호)을 공포하고 같은 날 시행되었다. 이 법은 이 일본항공을 국가의 소유로 하는 내용을 담고 있었다. 이 법에 따라, 10월 1일 기존의 일본항공의 사유 자산과 책임을 승계한 특수회사로서 일본항공주식회사가 설립되고 구 일본항공은 해산하였다. 일본항공은 1950년대에 2-0-2외에 DC-3, DC-4, DC-6, DC-7을 추가로 도입하였다.

### 국제선 운항의 개시

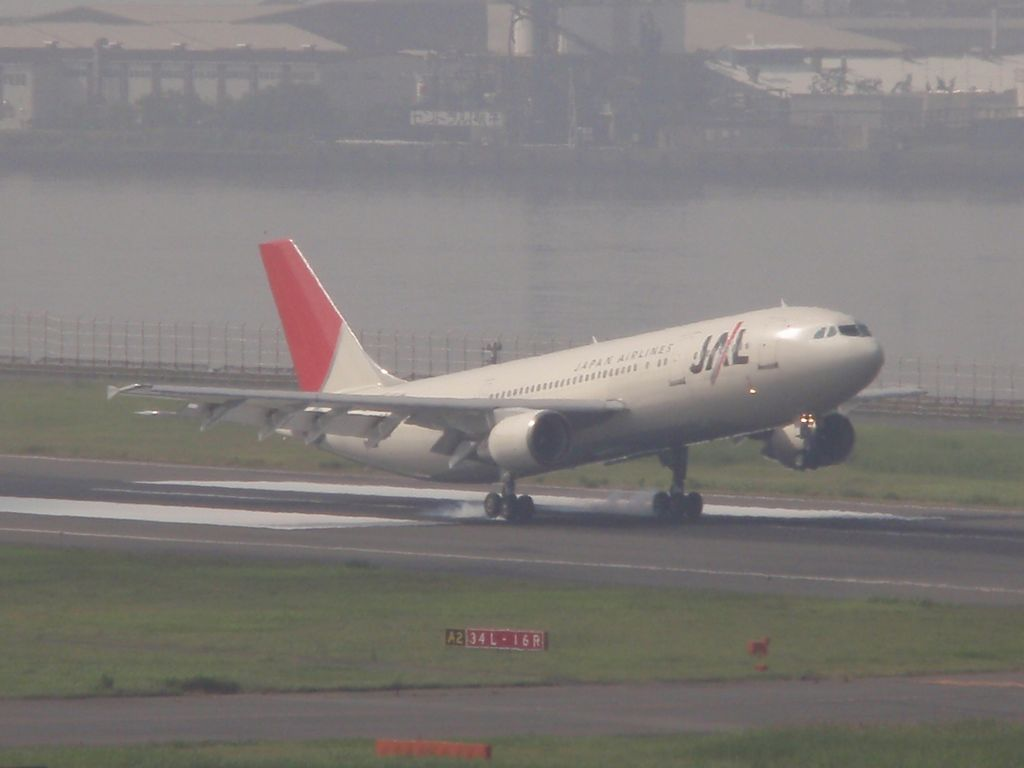
일본항공의 에어버스 A300-600R. 현재 전 기종이 퇴역 했으며 재팬 에어 시스템과 합병 후 넘어온 기종이다.

1953년 11월, 최초의 국제선인 도쿄 하네다 공항 - 샌프란시스코 노선 (웨이크섬, 호놀룰루 경유)을 전년도에 발주한 더글러스 DC-6B를 투입해 2주에 한번, 편도 요금 650달러에 운항 개시하였다. 한편, 다음해에는 당시 미국이 점령하고 있어 국제노선으로 취급하던 오키나와 선(하네다 공항 - 나하 공항 구간)의 운항을 개시했다.
운항 개시 당초에는 최신예기를 갖추고 오랜 기간의 실적으로 신뢰성이 높았던 팬아메리칸 월드 항공이나 노스웨스트 항공, 영국해외항공등 라이벌 항공사와의 경합에 고전을 면치 못하였으나, 뉴욕이나 상파울루, 홍콩 등에 계속해서 지소나 영업소를 설립하여 해외 영업을 강화하는 등의 꾸준한 영업 노력이 결실을 맺어, 1955년에 국제선과 국내선 전 노선이 흑자로 전환되었다. 또한, 새롭게 국제선에 투입하게 위해 더글러스 DC-7C를 도입하는 한편, 정비, 지상 업무 등을 위한 자회사를 계속해서 설립하는 등 자체 정비 체제를 보강하였다.
한편, 항공기의 라인업 및 정비체제가 충실해져 기업다운 체제를 갖추게 된 것도 이 시절이며, 일본 황족이나 수상, 각료 등의 해외 공식 방문이나 국내 이동 등에 일본항공의 특별기가 자주 사용되게 된다.
1954년 8월에는 홋카이도에서 열린 국민체육대회 개회식에서 도쿄로 돌아오는 쇼와 천황 부부를 위한 최초의 황족 전용 특별기가 신치토세 공항 - 하네다 공항 간에 운항되었다. 이는 천황으로서는 처음으로 비행기를 이용한 이동이었으며 이후 황족이나 정부 수뇌 대상의 특별기는, 1992년 보잉 747-400 2대가 정부 전용기로 도입된 이후로 자주 운항되고 있다.
1955년 12월에는 발주 취소된 드 하빌랜드 DH.106 코멧를 대체하는 제트 여객기로, 더글러스 사가 개발한 DC-8 4기를 구입 금액의 75%를 미국 수출입 은행과 더글러스 사의 차관으로 도입하는 조건으로 구입하기로 결정하였다.

### 1960년대
그 후 일본의 고도경제 성장과 해외여행의 자유화에 의하여 성장하기 시작하였다. 그리하여 아시아, 유럽, 아메리카를 중심으로 한 국제선과 국내선을 중심으로 규모를 확대하였다. 1960년 최초의 제트기인 DC-8을 도입하였고 이어서 모든 비행기를 제트기로 교체하였다. 1960년대에 여러 개의 국제선 노선이 개설되었다. 1966년에 세계 일주 노선을 실현하였다. 그 후에 팬아메리칸 월드 항공 등의 경쟁자와 함께 초음속 여객기인 콩코드를 발주하였으나, 콩코드의 개발이 지연된데다가, 충격파 등의 문제도 있어 그 후에 많은 항공회사와 같이 발주를 취소하였다.

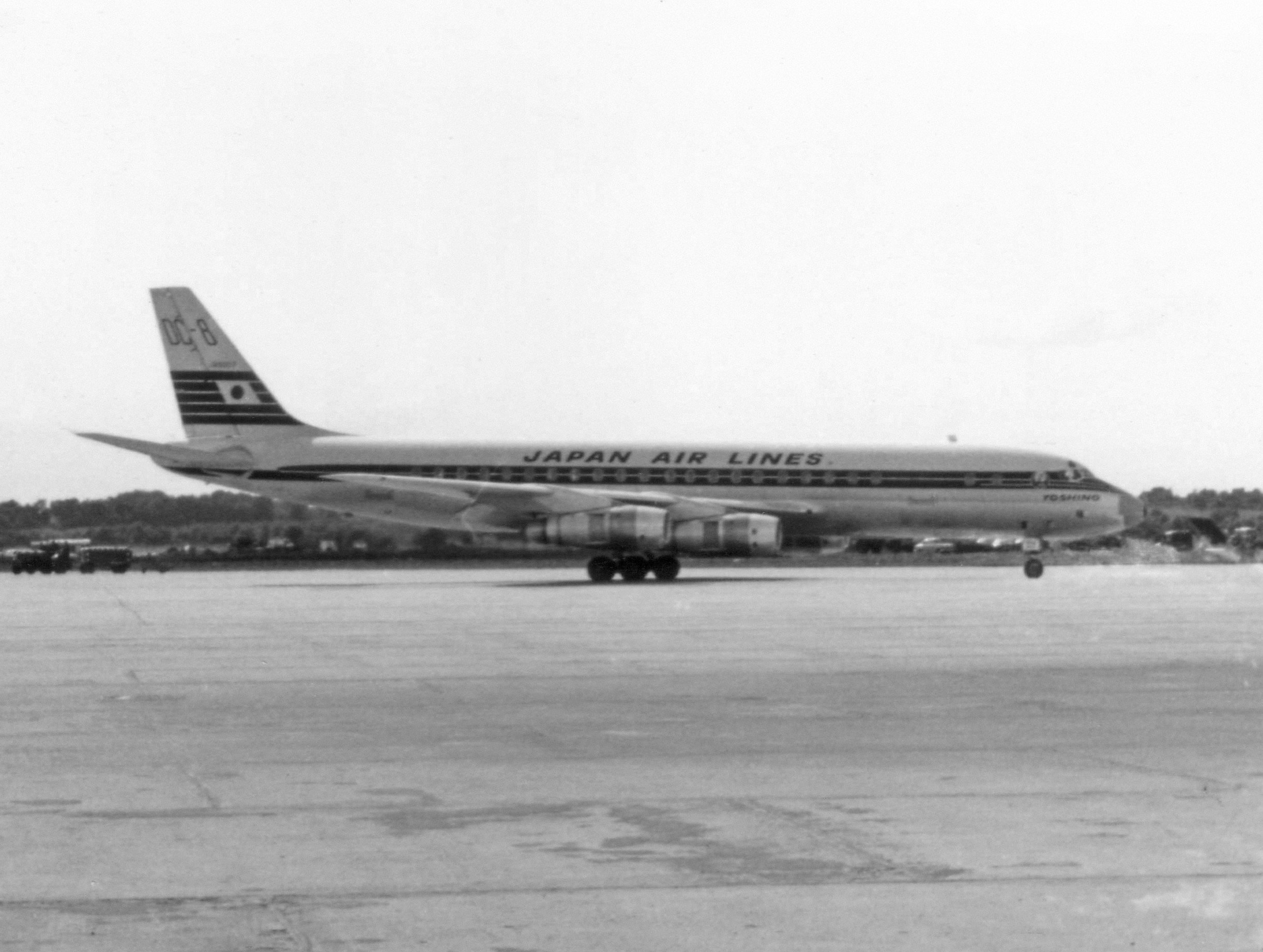
더글러스 DC-8 (초기 도장)

1960년 8월에는, 그 전달에 수령한 더글러스 DC-8를 태평양 노선에 투입하는 한편, 다음해 1961년 6월에는 그때까지 에어프랑스와 공동 운영을 해왔던 북쪽 우회 유럽 노선을 자체 운항하기 시작했다. 그 이후, 아시아나 유럽, 미주 지역을 중심으로 한 국제선과 국내 주요 간선을 중심으로, 급속히 규모를 확대하며, 이에 맞춰 세계 각국에 지점망을 전개하기 시작한다. 또한, 이 시기의 일본의 고도 경제 성장으로 인한 국내, 국제선 항공 화물이 급속히 늘어나, 이에 대응하기 위해 더글러스 DC-7F 등의 화물 전용기를 계속해서 도입하는 등, 일본항공의 노선망은 계속 확대되어 갔다.
이 시기는 고도 경제 성장과 함께 도쿄 올림픽의 개최, 신칸센의 개통 등이 있었다. 또한 전일본공수 및 일본국내항공 등의 회사와의 국내선 경쟁의 격화되고, 해외 도항 제한이 해제됨에 따른 해외여행의 자유화로 인한 여행객의 대폭 증가하게 되었다. 1961년 9월에는 중거리 전용 제트기인 콘베어 880을 구입, 동남 아시아 노선과 남쪽 우회 유럽 노선에 계속 투입하는 한편, 1964년 1월에는 보잉 727을 발주하여 다음 해 7월에 인도받아 국내선에 투입하게 된다.
1964년 6월에 미국 연방 항공국에서 개발하던 초음속 여객기 US SST (개발회사는 그 당시에 미정)를 5기 선주문하며, 1965년에는 에어 프랑스, 팬아메리칸 월드 항공과 함께 초음속 여객기 BAC-제트 아비아시옹 콩코드 3기를 주문하였다. 그 후 1966년에 US SST의 개발 회사가 보잉으로 결정되어 기종 명이 보잉 2707로 정해지자, 3기를 추가 선주문하여 이들을 1970년대 전반에 취항을 시킬 계획을 추진하였으나, 이들 항공기의 개발이 늦어지는 한편, 초음속 비행에 따른 충격파 및 이착륙시의 소음 등의 공해문제가 대두되어 그 후 주문을 취소하게 된다.
1965년 1월에 전년도에 있었던 해외 도항 제한의 해제에 맞춰, 일본에서 처음으로 해외 패키지 여행 상표인 '쟈르 팩'(JALPAK)이 나와, 일본의 해외여행의 증가를 부추기게 된다. 1967년에는 아시아의 항공사로 처음으로 세계 일주 노선 (1972년 운행 종료)를 실현하고, 뉴욕시 - 런던 간 대서양 횡단 노선을 개설하는 한편, 항속거리가 늘어난 더글러스 DC-8 슈퍼 62 시리즈를 도입하며 도쿄 - 샌프란시스코 간의 태평양 무기착 횡단 노선, 시베리아 경유 유럽 직행편 (처음에 아에로플로트와 공동 운항)을 개설하는 등, 명실상부 일본을 대표하는 항공회사가 된다.
1967년에는 미국이 점령하고 있던 오키나와에서 지역 자본과 연계하여 오키나와 열도를 묶는 지역항공회사인 난사이 항공 (일본어: 南西航空, 현재의 일본 트랜스오션 항공)을 설립하여, 그 후 1972년에 있게 된 오키나와 반환 후의 민간항공의 발전을 대비하게 된다. 1969년에는 일본국내항공에서 YS-11 1기를 승무원 포함 리스하여, 후쿠오카 - 부산 노선에 투입하여 약 1년간 운항을 한다. 이는 일본의 항공회사가 유일하게 YS-11로 실시한 국제선 운항이었다.

### 1970년대

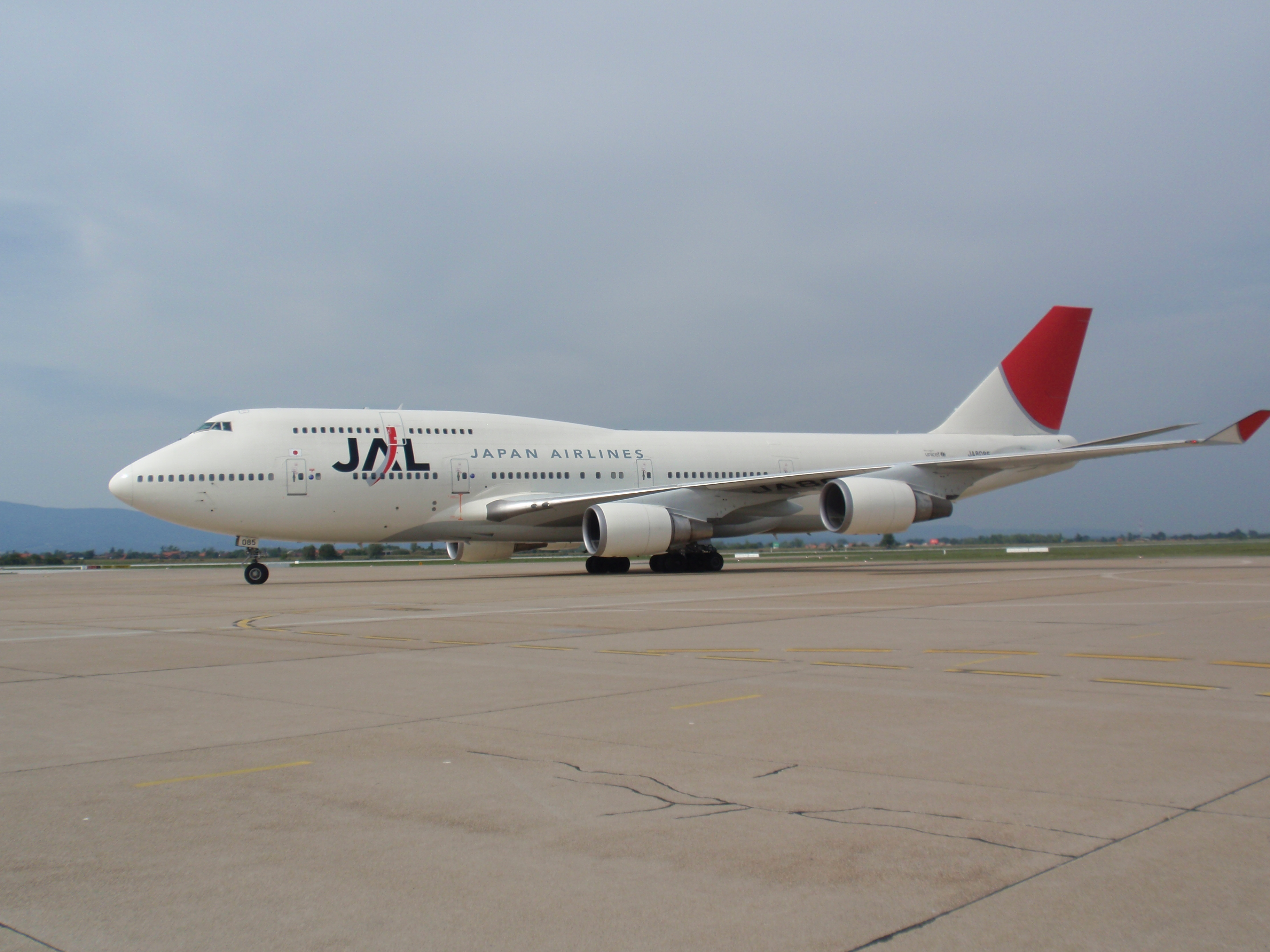
일본항공의 보잉 747-400 (퇴역)

1970년 7월에 들어와 당시로는 최신예 기종인 대형 제트기 보잉 747이 취항하게 되어 여기에 맞춰 새롭게 도색(이른바 '초대 쓰루마루(일본어: 鶴丸) 도색 ')을 단장하게 되었다.
이보다 앞서서 3월에는 국제선의 고객 대상의 회원 조직인 JAL 글로벌 클럽을 발족시키며, 1974년 10월에는 보잉 747의 이코노미 클래스 일부를 보통 운임의 개인승객 전용 공간으로 하는 '다치바나 이그제큐티브 서비스'를 도입하는 등, 계속해서 늘어나는 국제선 이용객을 유치하였다. 이 시절의 고도 경제 성장기 이후의 해외여행이 대중화되며, 1970년대 전반에 실시된 일본 엔 대 미국 달러의 변동 환율제 도입 이후에 엔의 고평가로 인해 각 지방 출발의 해외여행객이 증가하는 것에 발맞춰, 오사카와 나고야, 후쿠오카 등의 지방 공항 출발의 국제선 노선망을 확충하게 된다.
그러나, 1960년대 후반에서부터 이 시기까지의 급격한 사업확대 일변도가, 1972년의 뉴델리, 모스크바에서 일어난 비행기 추락사고를 야기했다는 비판도 존재한다. 또한, 1970년대 전반기부터 후반부에 걸쳐 수차례에 걸쳐, 당시에 각국에서 적극적으로 테러 활동을 벌이던 일본 적군파 등의 좌익 과격파에 의한 하이재크의 표적이 되고, 오일 쇼크로 인한 원유 가격의 폭등으로 일시적으로 경영에 타격을 입었다.
또한, 1972년 7월에 발표된 법안의 개정안으로, 일본항공은 국제선과 국내 간선을, 전일본공수가 국내 간선과 지역 노선, 근거리 차터 선을, 동아국내 항공(일본어: 東亜国内航空)이 국내 지역 노선을 주로 운항하도록 정해지게 되었다. 이에 따라 일본항공은 국제 노선을 운항하는 "국적기"로서 허가를 받고, 전일본공수과 경쟁 관계에 있던 국내 노선의 운영은 중단하게 되었다. 이 새로운 산업보호 정책은, 45/47 체제 또는 '항공헌법'이라 불리게 되어, 이후 일본항공을 포함한 항공 3사는 이에 따라 영업을 수행하게 되었다. 이 시기에 일본항공은 1973년 10월에 도입한 보잉 747의 국내선 전용기인 'SR'을 국내 간선에 대량 도입하고, 보잉 727과 DC-10의 도입을 진행하는 등 계속 증대된 국내 노선과 국제 노선에 해당 기체들을 투입하여 다른 경쟁사보다 앞서서 국내선 대량 운송 시대를 이끌어 가게 되었다. 그러나 이즈음의 급격한 사업확대노선이 1972년의 뉴델리와 모스크바 등에 있어서의 연쇄 사고를 초래하였다는 비판도 있다. 또한, 1970년대 초부터 중반에 걸쳐서 여러 번 계속된 일본적군 등의 과격파에 의한 항공기납치의 표적이 되었다.

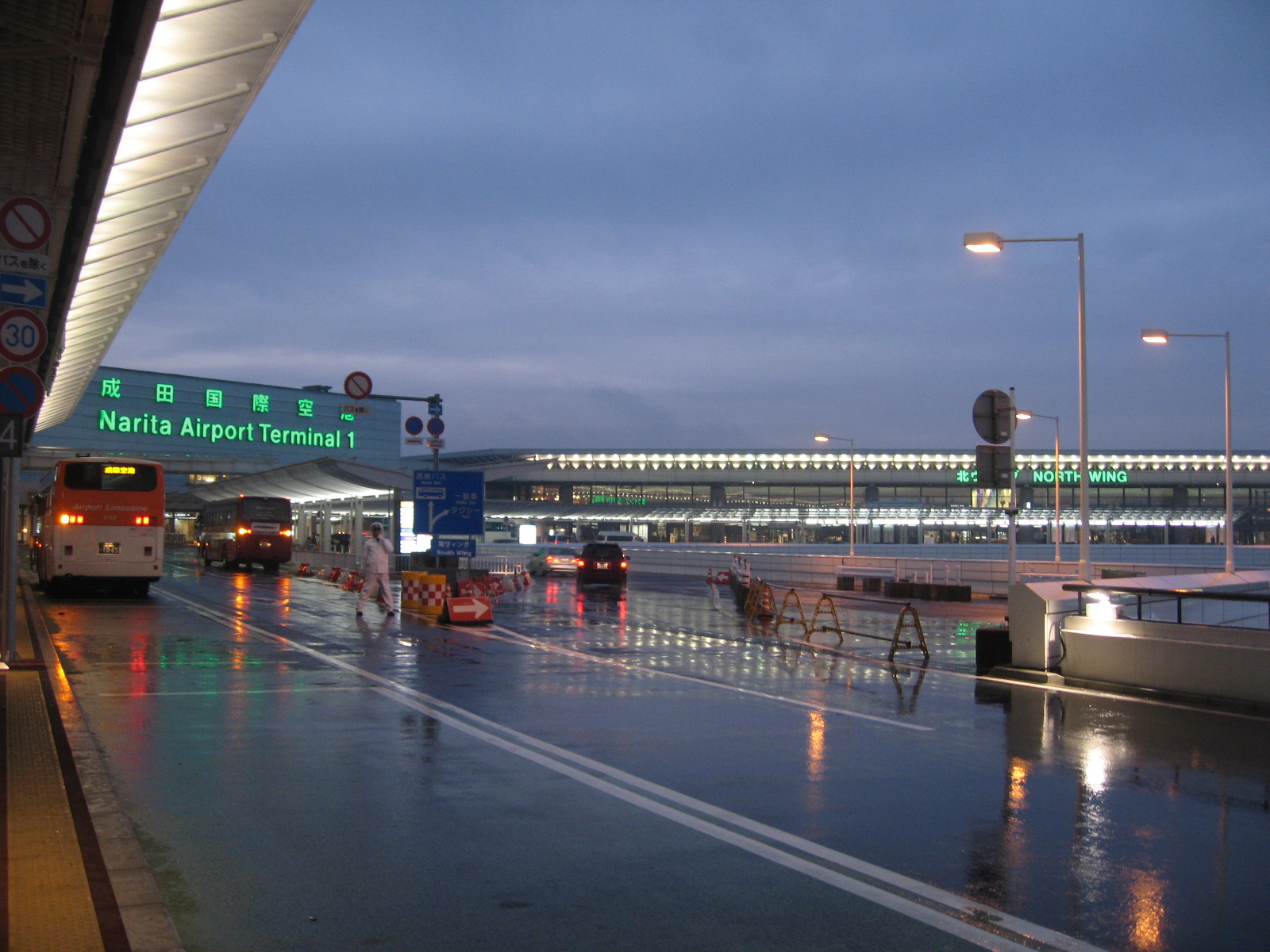
나리타 국제공항이 개항할 당시 일본항공이 사용했던 제1터미널

한편, 1972년 9월에, 일본과 중국의 국교 수립과 함께 중화민국과의 국교가 단절되어 1974년 4월에 폐지된 일본과 중화민국 간 노선을 운행하기 위해, 1975년 8월에 일본 아시아 항공이라는 별도의 회사가 설립되어, 같은해 9월부터 이 회사로 이관된 더글러스 DC-8-53으로 운행을 개시하였다. 이후 일본항공 그룹의 중화민국 노선은 일본 아시아 항공이 운행하게 되었다.
1978년 5월 21일에는 지바현 나리타시에 신도쿄국제공항 (현재의 명칭은 나리타 국제공항)이 개항하여, 신공항의 제 1호기로 JAL 카고의 더글러스 DC-8F 화물기가 착륙하였다. 이후로 도쿄 국제공항에서 출발 및 도착을 하던 모든 일본항공과 일본 아시아 항공의 국제선이 나리타 신공항으로 이전하여, 이에 따라 각종 정비시설 및 국제선 운영센터 등도 설치되는 한편, 같은 달에는 공항 주변에 호텔 닛코 나리타(일본어: 日航成田)가 새로 개업하였다.

### 1980년대

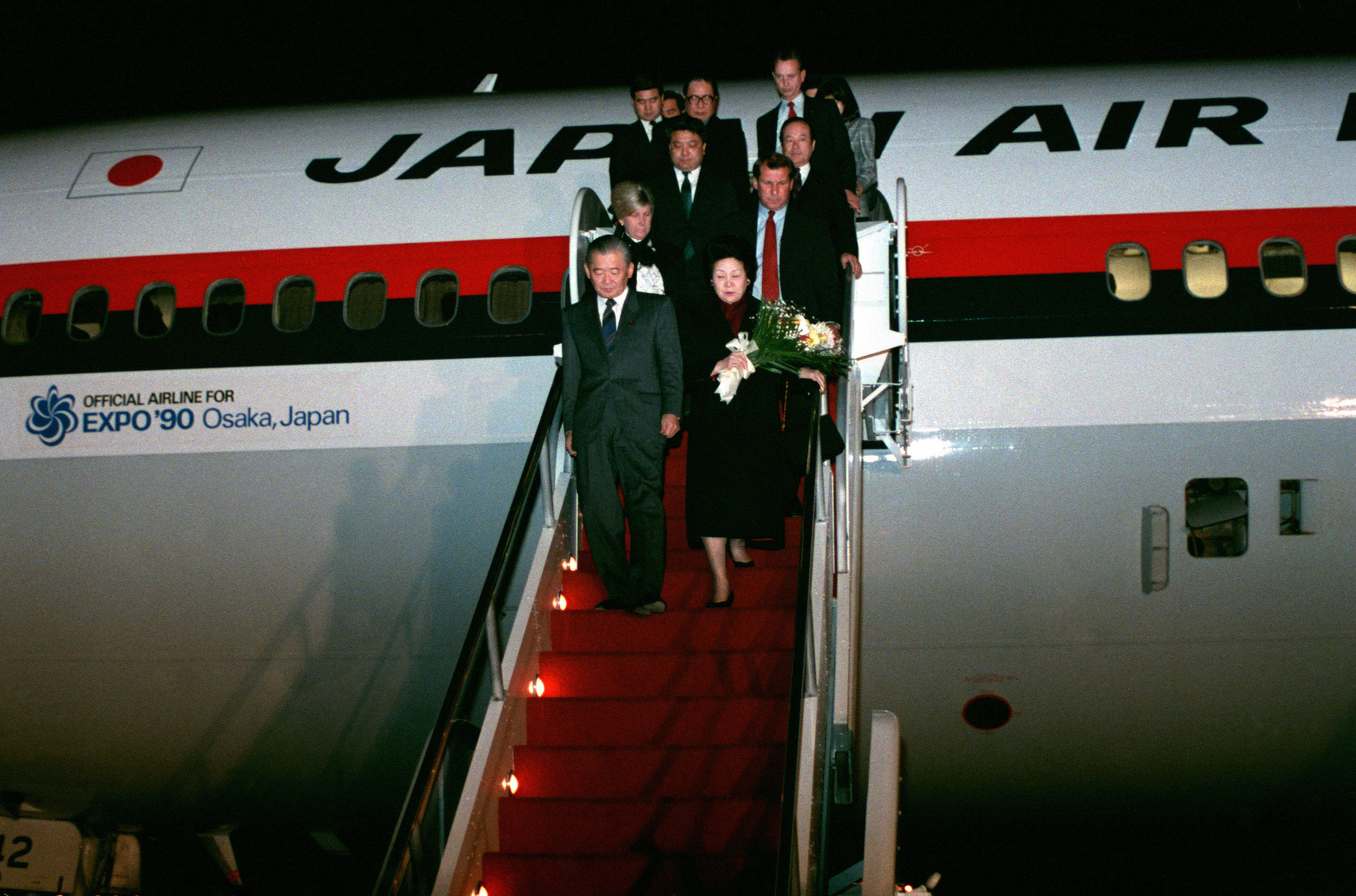
1989년 당시 일본항공 DC-10-40 전세기를 이용하여 미국에 국빈 방문중인 다케시타 노보루의 모습.

1980년대에 일본항공은 일본 천황, 황태자, 그리고 교황 요한 바오로 2세, 여러 명의 일본 총리 등의 귀빈 특별기 편을 운항하였다. 이 시기에 일본항공은 모형 비행기 등 홍보 수단을 활용하여 보다 적극적인 마케팅 활동을 하기 시작했다. 그리고 보잉 727, 더글러스 DC-8 기종의 운항이 중단되었다.
1980년대에 접어들어, 일본 경제의 발전이 계속 진행되고, 엔화의 가치가 계속 올라가며, 국제선 경쟁이 격화되며 이에 따라 항공운임이 인하됨에 따라 일본인의 해외 도항은 비약적으로 증가하게 되었다.
여기에 맞춰 보잉 747의 최신형인 -300(SUD)와 -300SR의 추가 발주를 연거푸 행하여, 일본항공은 이 기종의 최대 고객이 되었다. 또한 1980년 9월에 일본의 항공회사로 처음으로, 비즈니스 클럽 '이그제큐티브 클래스'를 도입하며, 1983년 7월에는, 그전까지는 팬아메리칸 월드 항공의 보잉 747SP만 운항했던 도쿄 - 뉴욕 간의 무착륙직행편의 운항을 보잉 747-200LR로 개시하는 등, 수익률이 높은 비즈니스 고객의 확보를 서둘렀다.
이러한 적극적인 경영의 확충으로, 1984년의 IATA가 발표한 1983년도의 운송실적 통계에서는, 승객과 화물을 전부 포함한 국제선 정기 운송 실적에서 오랜 기간 라이벌 관계에 있었던 팬아메리칸 월드 항공, 영국항공, 에어 프랑스를 뛰어넘어 세계 1위가 되었으나, 한편으로 1982년의 일본항공 하네다 만 추락사고가 발생한데 이어 거기에 1985년 8월에는 단일기의 사고로는 세계 최대의 희생자 수를 낸 일본항공 123편 추락 사고가 발생하여, 이에 따른 이용객의 감소와 보상 비용 등의 증가로 인해, 일시적으로 영업 실적이 악화되고 만다.
한편 이 해 '45/47 체제'가 폐지됨에 따라 국내 지역 노선의 취항이 가능해지게 되어, 그전까지 전일본공수와 동아국내항공의 독차지였던 국내선 간선망 또한 높은 수익이 예상되는 하네다발 중심으로 비약적으로 확대가 되어, 같은해 8월에는 국내선과 근거리 국제선의 신형기인 보잉 767 등이 도입되어 여기에 투입되게 된다. 그러나 동시에 그전까지 국내선에만 운행이 가능했던 전일본공수 및 동아국내항공에 국제선의 길이 열러 일본발의 국제선 노선의 가격 경쟁은 한층 가열되게 된다.
아울러, 설립 때부터 반관반민의 경영체계였던 일본항공도, '45/47 체제'의 해체 후인 1985년 9월에는 완전 민영화의 방침이 제안되어, 1987년 11월 18일 "일본항공주식회사를 폐지하는 등의 법률"(1987년 법률 제92호)이 시행되어 일본항공주식회사법이 폐지되고 일본항공은 완전한 민영 회사가 되었다. 이후 교육 사업 및 정보통신기술 산업, 레스토랑 사업의 자회사를 계속해서 설립하는 등, 사업의 다각화를 모색하게 시작했다.

### 1990년대

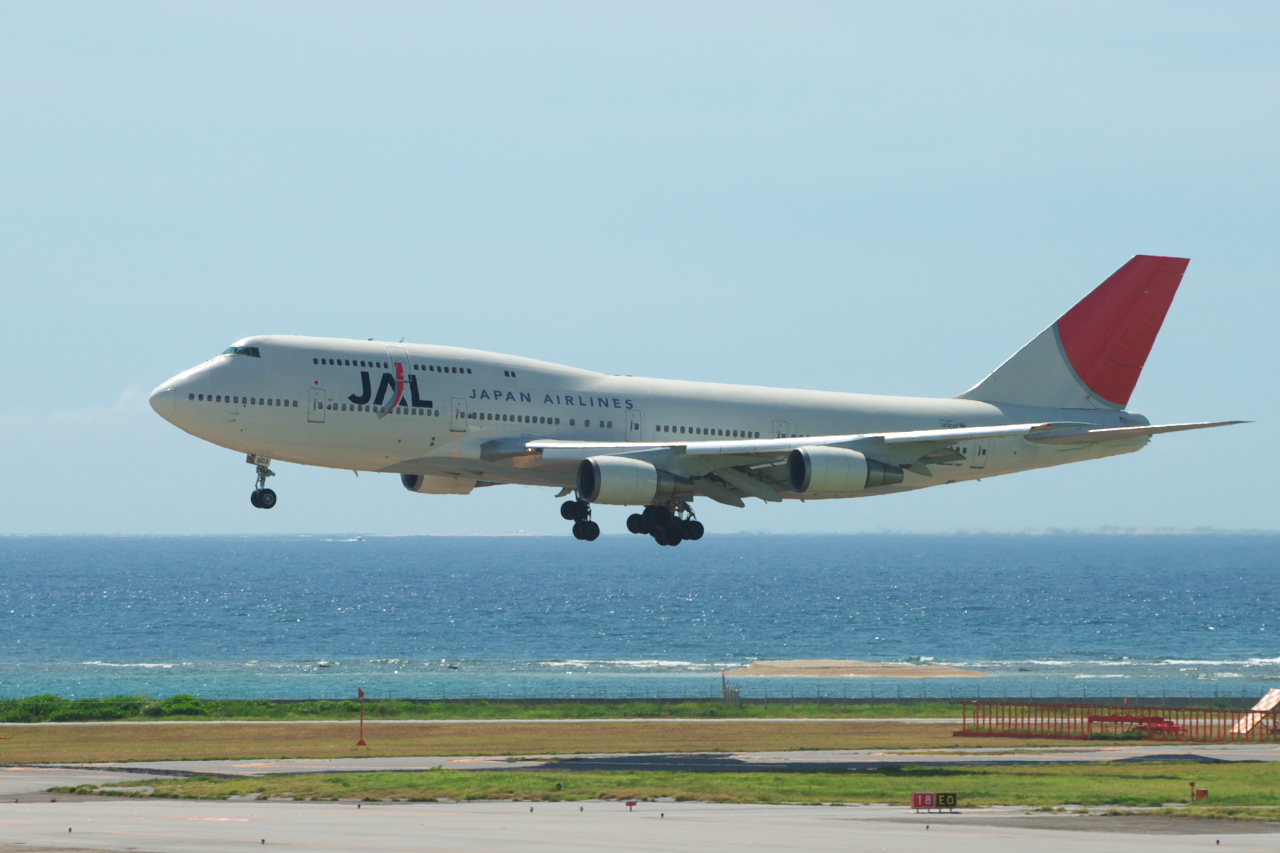
일본항공의 보잉 747-400D (퇴역)

1980년대 후반부터 시작된 버블 경기가 그 정점에 다다른 1990년대에, 최신예 기종인 보잉 747-400 항공기를 도입과 함께 새로이 도색을 바꾸게 되었다. 그 후, 1991년 1월의 걸프 전쟁 발발 후 해외 여행자의 감소와 연료 비용의 인상, 버블 경기의 붕괴가 잇따른다. 여기에 1980년대 이후 일본항공이 개척한 해외의 호텔 등에 대한 무리한 투자, 연료 선물거래의 실패 등의 경영 판단의 실책, 과격한 노동조합 활동에 떠밀린 인건비의 폭등 등 여러 악조건들이 겹치게 되어, 경영 부진에 빠지게 된다.
이로 인해, 국내외의 호텔을 시작으로, 부동산 등의 잉여 자산의 매각, 공동 운항편이나 코드셰어 편의 증가, 계약제 객실 승무원 제도 등이 도입되었다. 그리고 반관반민 시대에 국책에 따라 운행을 해왔던 중동 노선 등의 채산성이 떨어지는 노선의 폐지, 1992년의 JAL 웨이즈, 1997년의 JAL 익스프레스 등 저예산 운행을 행하는 자회사를 설립하여 이쪽으로 노선을 이관시키는 등의 개편 작업을 행하게 되었다. 이로써 1990년 중반에 들어와 악화된 경영 상태는 어느 정도 회복하게 된다.
영업 실적은 순조롭게 회복되어가는 반면, 1998년 8월, 폭력단에 운영하는 총회꾼 관련 기업에 '관상식물의 리스 대금'의 명목으로 수천만 엔의 이익 공여를 한 전 임원이 기소되는 등, 뒷쪽 세계와의 관계가 드러나게 되어, 급거 기업행동점검위원회가 설치되었다. 그러나 그 해에도, 주주 우대권을 티켓 숍 등에서 돈으로 바꾸어, 총회꾼 대책의 불법 자금으로 사용하려 했다는 것이 도쿄 국제청의 세무 조사에서 발각되는 등, 구조적인 부패가 드러나며, 이후로는 기업 법률 준수 관련 업무에 주력하게 된다.
한편, 1990년대 중반 이후의 국내외에 걸친 고객 획득 경쟁의 격화에 맞서기 위해, 호놀루루와 오키나와, 호주 등의 리조트 노선 등에 대해 리조차(Reso`cha, 일본어: リゾッチャ) 등의 캠페인을 도입했다. 그 외에도, 맥도넬더글러스 MD-11, 보잉 777 등의 최신 기종의 도입, 신형 비즈니스 클래스인 'SEASONS'의 도입, 개인용 TV의 도입, 1980년대부터 도입하기 시작했던 마일리지 프로그램의 본격적인 전개, 국제선의 정규 할인 운임의 도입 등, 신규 서비스를 적극적으로 들여오기 시작한다.
일본항공은 걸프 전쟁 시작 전 이라크로부터 일본인들을 후송하는 역할을 담당하였다. 1992년에는 JAL 웨이즈가 설립되었고, 1997년에는 월트 디즈니 회사와 디즈니 도쿄의 공식 항공사 선정 합의를 발표하였다. 또한 그 해에 보잉 737을 갖춘 JAL 익스프레스가 설립되었고 역시 1997년에 투팍 아마루의 납치 사건의 협상을 돕기 위하여 일본 총리가 일본항공을 타고 페루로 가야만 했었다. 일본 항공은 이 시기에 보잉 777을 도입하였다.

### 2000년대

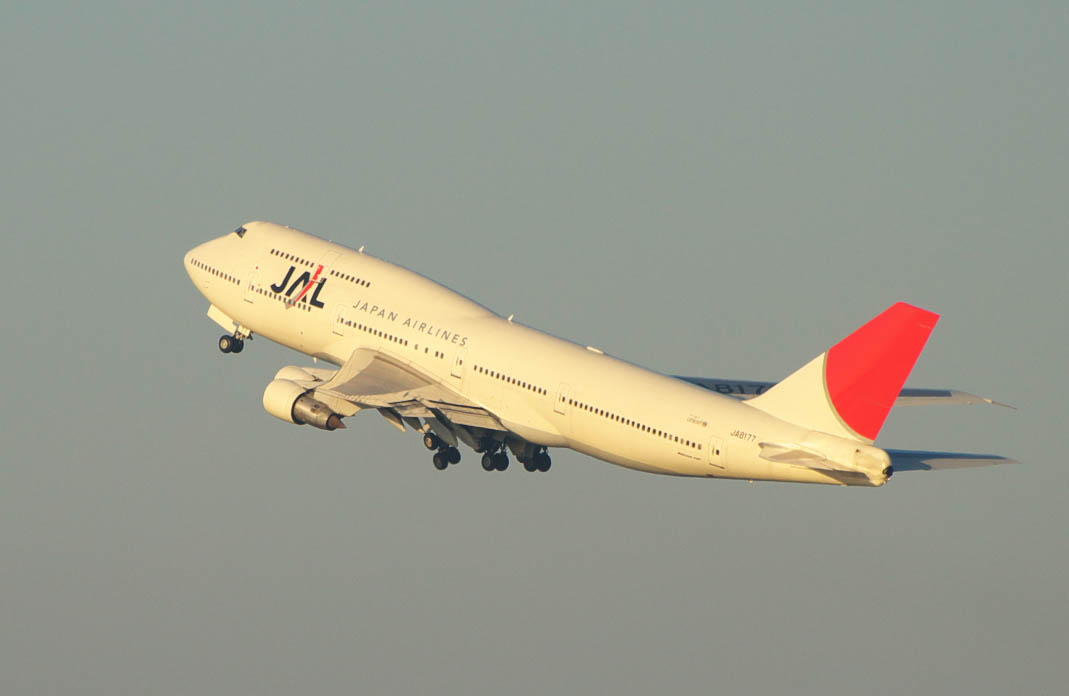
일본항공의 보잉 747-300 (퇴역)

일본항공은 2002년에, 당시 심각한 경영 부진에 빠져 있던 재팬 에어 시스템과 경영 통합을 하면서부터, 대폭 경영 체계가 바뀌어, 그 후 다음과 같은 형태로 경영 통합 및 흡수 합병이 진행되었다.
- 2002년 10월 2일 - 일본항공 (현재의 일본항공인터내셔널)과 일본 에어 시스템이 주식 이전을 하여 지주회사를 설립 (일본항공시스템(JALS))
- 2003년 4월 1일 - 일본항공이 흡수 분할 형태로 주식회사 JAL 세일즈(일본어: ジャルセールス 쟈르 세루스[*])와 주식회사 JAL 캐피탈(일본어: ジャルキャピタル 쟈르 캬비타루[*])의 관리운영을 승계하여 양 회사를 완전 자회사로 만듦.
- 2004년 4월 ~ 6월 - 일본항공의 항공편과 일본 에어 시스템의 항공편을 '일본항공의 항공편으로 코드 통합' 및 이를 반영하여 상호 변경 (일본항공→일본항공인터내셔널, 일본 에어시스템 → 일본항공 재팬, 일본항공시스템 → 일본항공)
- 2006년 10월 - 일본항공인터내셔널 (구 일본항공)이 일본항공 재팬(구 일본 에어 시스템)을 흡수 통합.
- 2010년 12월 - 지주회사였던 주식회사 일본항공과 합병하면서 상호가 주식회사 일본항공으로 변경되었다.

당초에는, 일본 에어 시스템과의 통합 및 흡수 합병은, 국내 노선망의 강화, 잉여 자산의 매각으로 인해 수익구조를 강화 및 안정시킬 목적이었으나, 근래에 들어와서는, 흡수 합병 이후의 사내 대립에 따른 서비스 상의 혼란과, 항공기의 정비불량 등이 계속되는 불상사로 인해, 고객이 이탈하기 시작하며, 수천억 엔대로 알려진 채무를 안고 있던 일본 에어 시스템의 높은 비용 체제를 그대로 계승시켜온 사실로 인해 영업 실적의 악화를 불러왔다. 여기에, 이라크 전쟁 이후 항공 연료 비용이 급상승하는 등의 마이너스 요인이 겹쳐 영업 부진은 더욱 악화되었다.
이때문에, 일본 에어 시스템과의 통합 이후 남는 인력 및 기자재등을 삭감, 채산성이 떨어지는 지방 노선 및 리조트 노선을 통폐합, 노동저합 대책, 세계 수준과 비교해도 높은 파일럿 및 객실 승무원의 급여를 삭감하는 등 대규모 구조조정을 거치는 것과 함께, 국내 및 국제선의 새로운 기내 서비스를 도입하며, 일본의 최대 국내선 네트워크라는 이점을 살려 원월드에 가맹하여 (2005년 10월 25일에 가입 방침을 결정, 2006년 2월 6일에 참여에 대한 각서를 체결, 2007년 4월 정식 가맹) 국내 및 국제선의 환승 편리성을 높이고, 각종 할인 운임 및 세계일주 운임을 도입하는 등의 노력을 거치게 된다.
2007년 3월 영업 실적의 예상으로, 순이익은 연기 세금 자산의 철거로 인한 영향을 받아 적자로 들어섰으나, 영업 이익은 130억 엔에서 229억엔, 경상 이식은 5억엔에서 205억 엔으로 상향 수정이 되는 등, 항공 사업을 중심으로 회복 기미를 보이고 있다.
한편, 2005년 8월 5일 사가와 규빈(일본어: 佐川急便)주식회사를 모체로 한 갤럭시 항공의 제3자 할당 증자를 인수하여 이 회사의 주주가 되었다. 출자비율은 전체의 10%로서 제3위이다.
2006년 4월 1일 일본항공은 JAL 세일즈를 합병하였다.
2006년 8월 12일 일본항공 123편 사고 20주년만에 일본항공안전계발센터(일본어: 日本航空安全啓発センター)가 개설하였다.(8. 12 연락회 유족모음과 통해 123편 추락사고 잔해물을 전시를 사용함.)

#### 공적 자금 투입

##### 공적 자금 지원의 발단
2009년 9월 24일, 유엔총회 참석차 방미 중이던 하토야마 유키오 일본 총리는 심각한 실적부진을 가지고 있는 JAL에 대해 "공적 지원이 필요할 지도 모르겠다"며 "마에하라 세이지 국토교통상과 협의해 최대한 빨리 결론을 내릴 것"이라고 밝혔다. 하토야마 총리는 "JAL 재건을 위해 자민당 정권과는 다른 새로운 방안을 만들 것"이라며 "견고하고도 신중한 JAL 경영개선 계획안이 나와야 할 것"이라고 덧붙였다.
JAL 정상화 대책을 신속히 마련하라는 하토야마 총리 지시에 따라 국토교통성은 전문가들이 참여하는 'JAL 재생 태스크포스(TF)'를 구성했으며, 오는 11월 말까지 경영재건 대책을 내놓을 것이라고 교도통신이 2009년 9월 25일 보도했다. 새로운 팀은 민관(民官)이 공동출자한 기업재생기구의 다카기 신지로 위원장이 팀장을 맡고 공인회계사들로 구성될 예정으로 알려졌다. 다음달인 2009년 10월부터 업무를 시작할 이 팀은 JAL이 제출할 '경영개선 보완계획안' 내용과 실현 가능성 등을 평가하는 것은 물론 이행 상황을 점검하는 권한도 갖게 되었다.
1987년 민영화된 JAL은 2002년 한 때 매출액 세계 3위를 기록하였으나, 2009년 6월 말 현재 금융부채만 약 13조 원에 자기자본비율이 9.3%까지 떨어진 상태에, 올 1분기에만 지난해 연간 적자액의 2배쯤 되는 1조 3,000억 원이라는 천문학적인 적자를 내는 등 계속 실적이 악화돼 왔다. 이 때문에 경영정상화를 위해서는 향후 3년간 2500억∼4500억엔의 자본 확충이 필요한 실정으로 알려졌다.
이렇게 되기까지의 원인으로는 경기침체에 따른 수요 감소와 고유가 등이 주요 원인으로 지적되고 있으나, 근본적으론 해마다 급증하는 기업연금 등 '공기업적' 방만 경영 때문이다. 게다가 지분상으로만 민영화됐을뿐 정부 영향력에서 벗어나지 못해 위기를 키웠다는 지적이 나오고 있다. 그 대표적인 예가 JAL의 부사장직인데, 부사장직은 관료가 줄곧 맡아온 낙하산 자리이었으므로 운항 노선 역시 정부 등의 입김에서 자유롭지 못했다는 것이다.
이로 인하여 JAL은 국토교통성에 경영개선 계획을 제출했으나 '불충분하다'는 이유로 퇴짜를 맞았다. 마에하라 국토교통상은 니시마쓰 하루카 JAL 사장이 제시한 자구계획에 대해 "구체성과 실현가능성이 떨어진다"며 받아들이지 않았다. JAL이 내놓은 경영개선 계획은 3년 내 인력 6800명 감축(전체 직원의 10% 정도), 국내외 50개 노선 폐지, 시즈오카와 고베 등 국내 7개 공항 폐쇄, 외국자본 유치(미국의 델타 항공과 아메리칸 항공을 대상으로 3억 3천만달러 규모의 자본유치 협상) 등을 통해 경영 정상화를 이루겠다는 계획을 제시했지만, '미흡하다'는 평가를 받았다.

##### 긴급 융자 지원
2009년 11월 25일 일본 현지 언론들의 말을 인용하여 보도한 파이낸셜뉴스에 따르면 2009년 11월 24일, JAL의 융자 요청을 받은 일본 정부가 국책 금융기관인 일본 정책 은행을 통해 정부 보증없이 1000억엔(당시 한화로 1조 3000억원)을 융자하기로 결정했다. 또한 도쿄 신문에 따르면 일본의 3대 은행(미쓰비시UFJ은행, 미즈호은행, 미쓰이스미토모은행)도 국제협력은행의 보증을 받아 항공기 구입에 충당할 약 250억엔을 융자하기로 했다.
JAL은 이번 정부에 의한 긴급융자 조치와 2009년 10월 20일 금융기관에 의한 채권회수 일시정지 조치로 인해 자금조달에 있어 최악의 사태는 회피하였으나, 정부 및 금융기관이 지원의 전제조건으로 하고 있는 연금삭감 문제 해결 등이 여전히 불투명한 상태로 법적정리에 대한 우려가 주가 하락으로 이어지고 있다. 참고로 2009년 10월 24일 JAL의 주가는 일시적으로 85엔까지 급락하며 2002년 재팬 에어 시스템과 경영 통합한 이래 최저치를 기록했다.

## 연혁

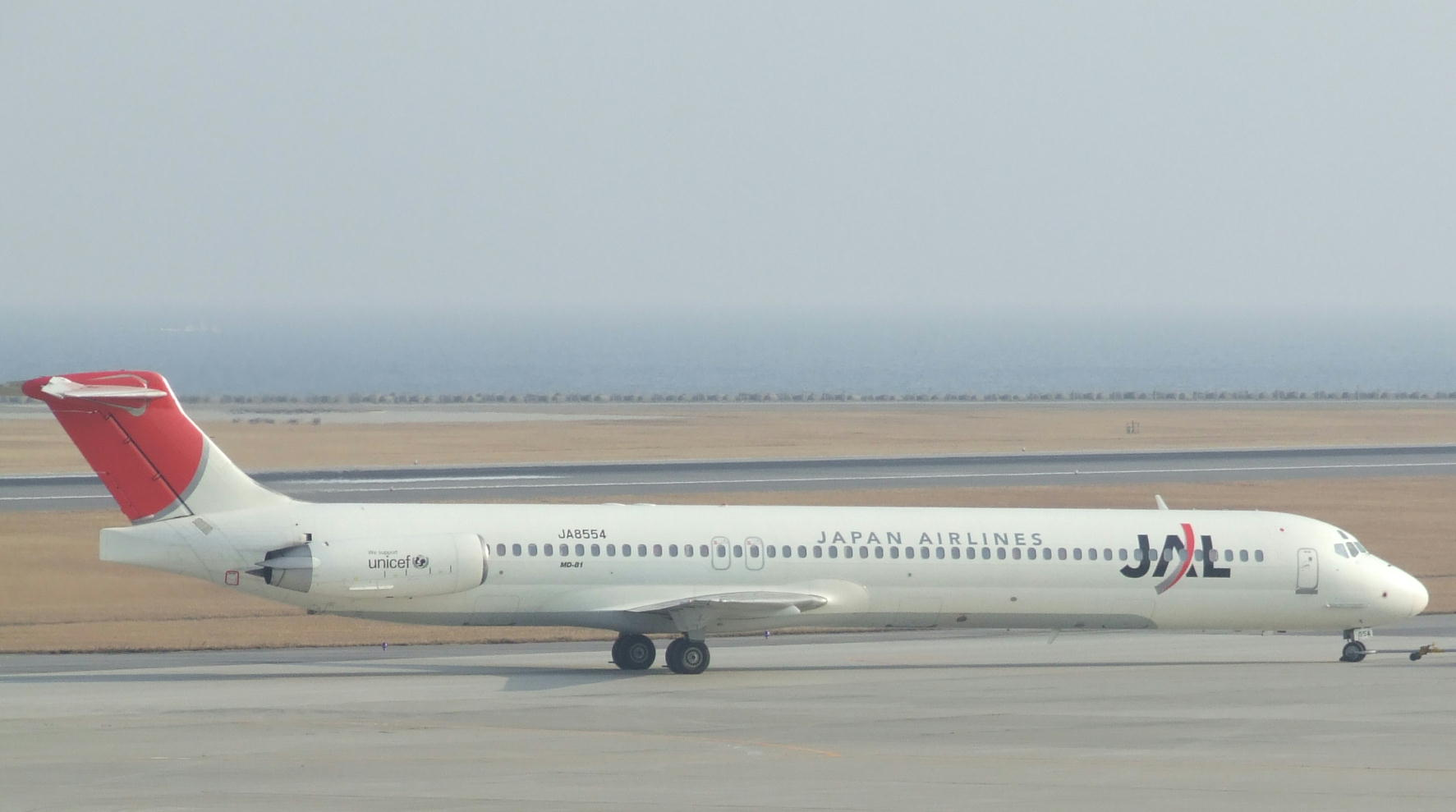
일본항공의 맥도넬더글러스 MD-81 (퇴역)

기울임체로 쓴 부분은 일본항공 재팬(일본에어시스템)의 연혁이다.

### 1950년대
- 1951년 8월 1일 - 제2차 세계대전 후 최초의 일본의 민간항공회사로 '일본항공'이 설립됨.
- 1951년 10월 25일 - 최초의 노선이 되는 도쿄 - 오사카 - 후쿠오카 노선을 마틴 202 모델 '모쿠세이 호'(もく星)로 개설함.
- 1952년 10월 25일 - 더글러스 DC-4 기로 자체 운항을 개시함.
- 1953년 8월 1일 - 일본항공주식회사법 (쇼와 28년 법률 제 154호) 가 공포되어, 같은 날 실시됨.
- 1953년 10월 1일 - 일본항공주식회사법에 근거하여, 구 회사의 권리 및 의무를 계승하는 특수 회사 '일본항공 주식회사'를 설립함.
- 1954년 2월 2일 - 최초의 국제선이 되는 도쿄 - 호놀룰루 - 샌프란시스코 노선을 개설함.

### 1960년대
- 1960년 8월 12일 - 최초의 제트기인 더글러스 DC-8-32 모델 1번기 'FUJI'호가 도쿄 - 호놀루루 - 샌프란시스코 노선에 취항함.
- 1961년 9월 25일 - 콘베어 880 기가 일본 최초의 국내선 제트 여객편으로 도쿄 -삿포로 구간에 취항함.
- 1964년 4월 15일 - 국토교통성(당시 운수성)에 의해, 닛토 항공(日東航空), 후지 항공(富士航空), 북일본 항공(北日本航空)이 정책적으로 합병이 되어, '일본국내항공(JDA)'이 설립됨.
- 1965년 1월 20일 - 일본 최초로 해외 패키지 투어 상품인 잘 팩 제1탄이 발매가 개시됨.
- 1967년 3월 6일 - 세계일주 노선(서쪽 방향)이 개설됨. (도쿄 - 홍콩 - 방콕 - 뉴델리 - 테헤란 - 카이로 - 로마 - 프랑크푸르트 또는 파리 - 런던 - 뉴욕 - 샌프란시스코 - 호놀룰루 - 도쿄) 다음날 동쪽 방향 노선의 1번기가 출발.

### 1970년대
- 1970년 2월 2일 - 주식을 도쿄, 오사카, 나고야의 각 증권거래소 제1부에 상장함.
- 1970년 7월 1일 - 보잉 747 항공기가 도쿄 - 호놀룰루 노선에 취항함.
- 1974년 4월 21일 - 일본 정부가 중화민국과 단교 조치를 취함에 따른 중화민국 당국의 일본 - 중화민국 노선 정지 조치에 따라, 노선을 중지함. 아울러 타이페이 FIR 내의 비행도 중지함.
- 1971년 5월 15일 - 일본국내항공 (JDA) 및 동아 항공 (TAW)이 합병하여 '동아국내항공(TDA)'이 됨.
- 1975년 8월 8일 - 중화민국 노선 운항을 위해 자회사 '일본 아시아 항공 주식회사 (JAA)'를 설립함.
- 1978년 5월 21일 - 전날의 신도쿄국제공항 (현 나리타 국제공항)의 개항에 따라, 개항 후 첫 비행편인 로스앤젤레스 발 더글러스 DC-8 화물기가 도착함. 국제선을 도쿄 국제공항(하네다 국제공항)에서 신도쿄 국제공항으로 완전히 이관함.

### 1980년대
- 1981년 4월 28일 - 일본항공 주식회사법의 개정된 법이 공포 및 실시됨.
- 1986년 7월 20일 - 45/47체제의 폐지에 따라, 처음으로 국내 로컬선인 도쿄 - 가고시마 노선을 개설함.
- 1987년 11월 18일 - 일본항공주식회사법을 폐지하는 등의 법률 (쇼와 62년 법률 제92호)이 실시되어, 일본항공주식회사법이 폐지됨. 완전 민영화가 됨.
- 1988년 4월 1일 - 동아국내항공이 '일본에어시스템(JAS)'으로 상호를 변경함.

### 1990년대
- 1991년 1월 10일 - 야마토 운송 및 일본 통운(일본어: 日本通運) 등과 함께 국내화물항공회사인 일본 유니버설 항공(일본어: 日本ユニバーサル航空)을 설립함.
- 1992년 12월 6일 - 신도쿄국제공항(나리타 국제공항)의 제2터미널의 사용 개시에 따라, 사용 터미널 및 운영 센터를 제1터미널 북쪽 윙에서 제2터미널로 이관함.
- 1993년 9월 27일 - 도쿄 국제공항 (하네다 국제공항)의 터미널 및 운영센터를 구 터미널 빌딩에서 서쪽 여객 터미널 빌딩으로 이관함.
- 1995년 2월 14일 - 계약제 객실 승무원의 자사 채용 실시를 발표함.
- 1996년 7월 27일 - 본사를 도쿄 도 시나가와 구 덴노즈(일본어: 天王洲)에 있는 'JAL 빌딩'으로 이전함.

### 2000년대
- 2000년 4월 1일 - 여객 판매, 화물 사업, 정비의 세 부문에 사내 회사 제도를 도입함.
- 2002년 7월 4일 - 항공화물 동맹체인 WOW 얼라이언스에 가맹함.
- 2002년 10월 2일 - 일본에어시스템(뒤의 일본항공 재팬)과 경영상 통합을 함. 일본에어시스템과의 주식이전에 의해, 지주회사인 주식회사 일본항공 시스템을 설립함. 일본항공과 일본에어시스템은 이 회사의 자회사가 됨.
- 2004년 4월 1일 - 일본항공과 일본에어시스템을 각각 '일본항공 인터내셔널', '일본항공 재팬'으로 상호 변경함.
- 2004년 12월 1일 - 경영합리화의 일환으로, 본사 빌딩 'JAL 빌딩'을 노무라 부동산 그룹 내의 2사에 부동산증권화 후 매각함. 노무라 부동산과 일본항공인터내셔널의 명의로, 이후 10년간 해약 금지 조건이 붙은 임대계약을 체결함.
- 2005년 10월 25일 - JAL 그룹 차원에서 항공동맹 '원월드'에 가맹하기로 방침을 결정함.
- 2006년 4월 1일 - 일본항공인터내셔널이 JAL 세일즈를 합병함.
- 2006년 8월 12일 - 일본항공안전계발센터(일본어: 日本航空安全啓発センター)가 개설하였다.
- 2006년 10월 1일 - 일본항공인터내셔널이 일본항공 재팬을 흡수합병함.
- 2007년 4월 1일 - 일본항공인터내셔널, 일본아시아항공, JAL웨이즈, JAL익스프레스, J AIR, 일본 트랜스오션 항공이 항공동맹 '원월드'에 정식 가맹하여 서비스를 개시함. 원월드 도색을 한 항공기를 운항함.

### 2010년대
- 2010년 12월 1일 - 지주회사였던 주식회사 일본항공과 합병하면서 상호가 주식회사 일본항공으로 변경되었다.
- 2014년 10월 1일 - 같은 계열사이자 저비용 항공사인 JAL 익스프레스를 합병함.

## 로고 마크

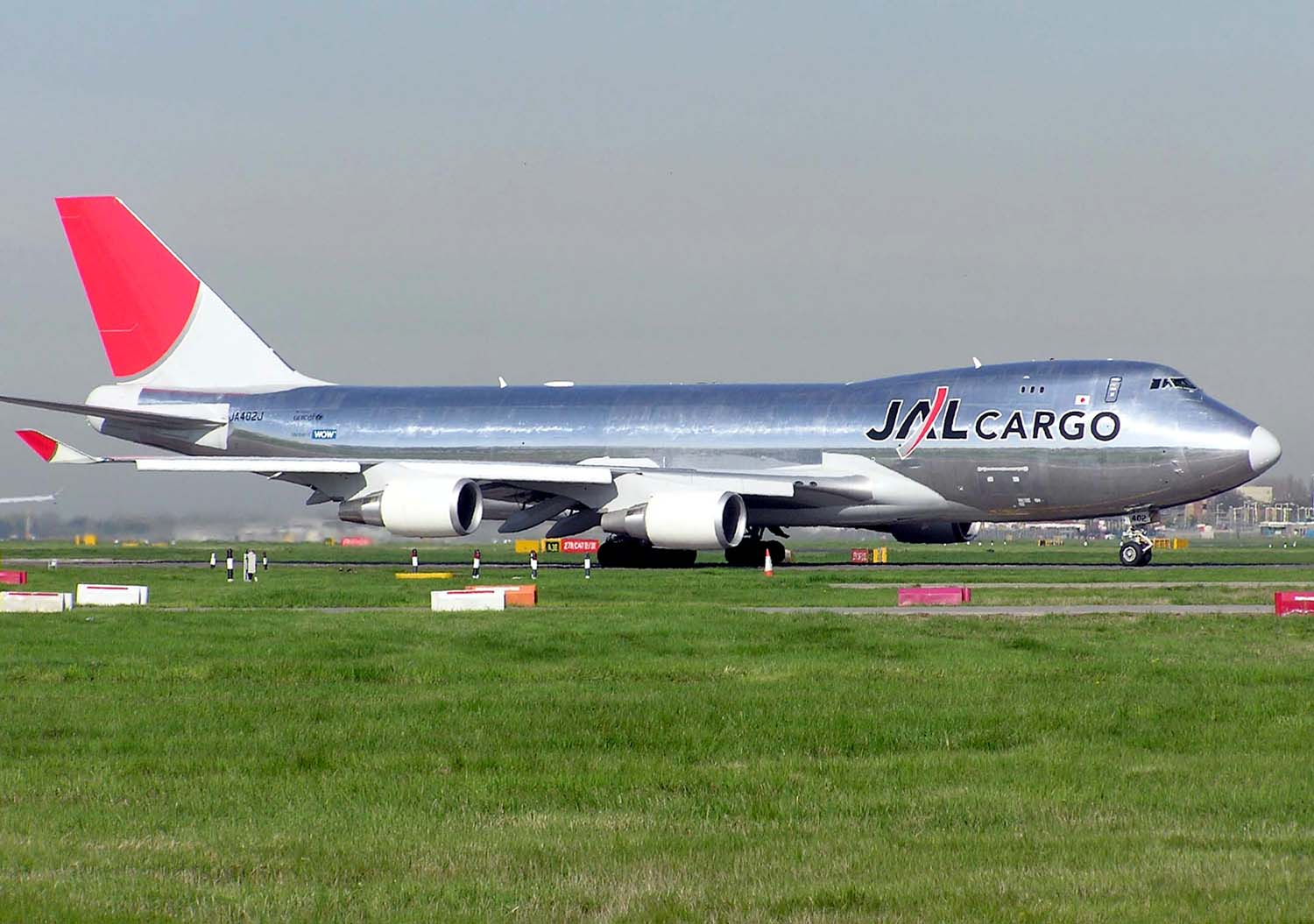
JAL CARGO의 보잉 747-400F. 과거의 로고마크가 보임. (퇴역)

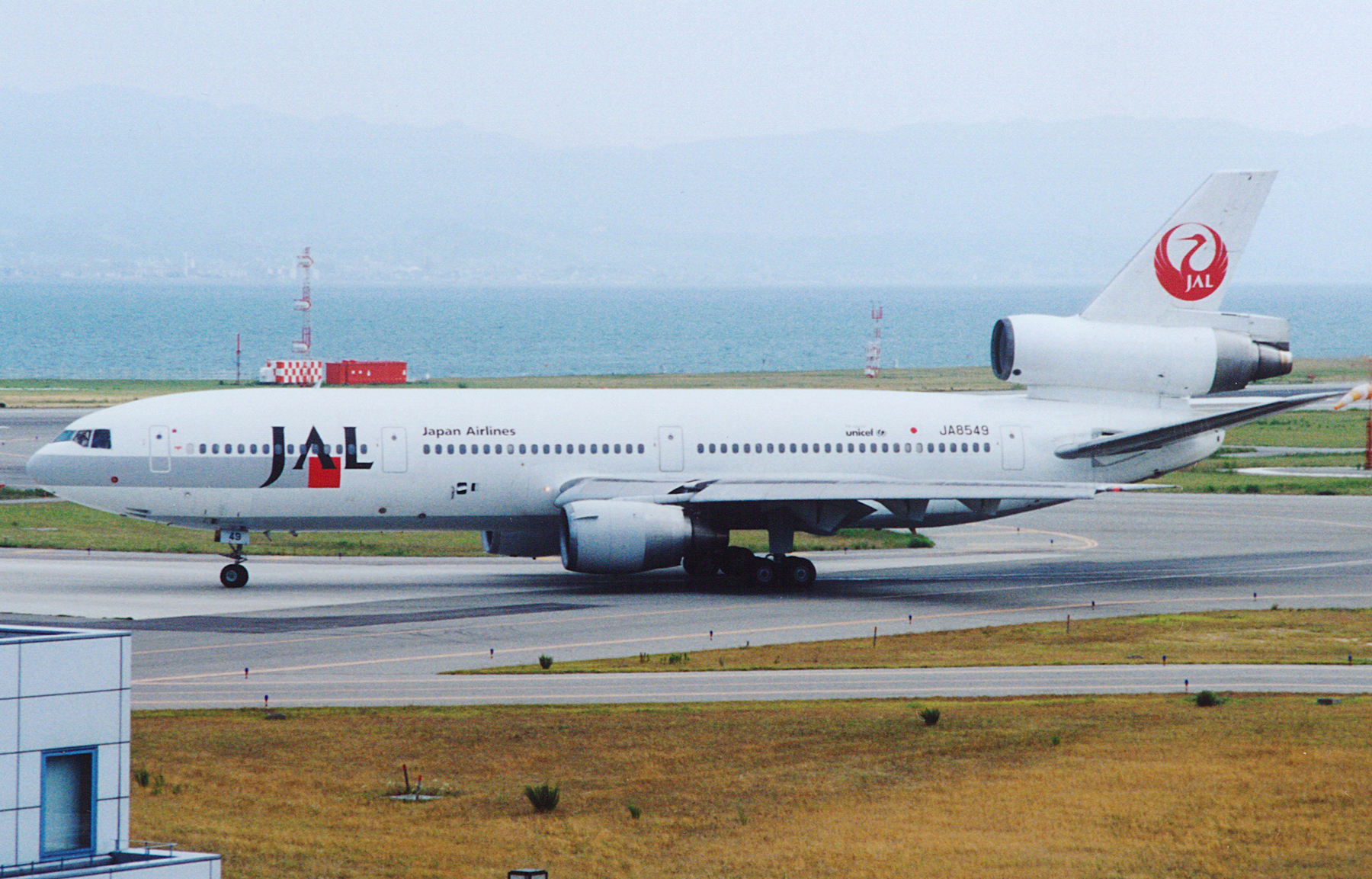
쓰루마루 마크가 꼬리날개에 그려진 맥도넬더글러스 DC-10-40 (퇴역)

### The Arc of the Sun (태양의 아크)
지난번의 로고 마크인 The Arc of the Sun은 일본항공과 일본에어시스템가 경영통합될 당시에 제정되었다. JAL의 'A' 위에, 가타카나 'ノ' 모양의 호가 그려진 디자인이다. 2004년 4월 이후, 항공기 기체를 포함하여 모든 시각 디자인이 이 형태로 통일되었다.
일본 아시아 항공, 일본 트랜스오션 항공, 홋카이도 에어 시스템 등의 계열회사도 이 때에 로고 변경을 하여, 독자적으로 로고 사용을 계속하던 류큐 에어 커뮤터도 신기종 도입을 계기로 2007년 4월에 JAL 그룹의 시각 디자인을 채용하였다. 참고로, 구 일본항공 그룹의 로고는 A와 L의 하단에 회색의 긴 사각띠와 과 붉은 색 사각형이 그려진 형태의 디자인이었다.
이 디자인을 만든 곳은 미국의 대형 디자인 회사인 랜도어 어소시에이츠(Landor Associates)이며, 1980년대 후반의 민영화 후에 도입된 구 일본항공 그룹의 로고도 이 회사에서 제작된 것이었다.

### 쓰루마루(일본어:鶴丸)
1959년부터 사용되기 시작하여, 세계 각국에 널리 알려진 일본항공의 구 로고 마크이다. 날개를 펼친 두루미를 모티브로 한 원형에 'JAL'의 로고가 들어간 형태이다.
그 디자인으로 인해 '쓰루마루'라 불리게 된 이 마크는, 너무나 유명하여, 일본항공을 가리켜 '쓰루마루'라 부르는 경우도 적지 않았다. 이 마크는 이후 2번에 걸쳐 도색의 변경이 있었으나 계속 사용되었으며, 2003년 재팬 에어 시스템과의 통합 이후 폐지되었다.
그러나, 2011년 1월 19일에 새로운 쓰루마루가 선보였고, 그해 4월 1일부터 공식적으로 사용되기 시작하면서 기존 슬로건인 'Dream Skyward'대신 '明日の空へ、日本の翼(To the sky tomorrow, Japan's wings)'가 사용되고 있다.

## 여객 서비스

### 기내 탑재지

#### 기내지
기내지로는 '스카이워드'(SKYWARD)가 있으며, 일본어로만 발행되는 국내선판과, 일본어 및 영어 기사가 같이 들어있는 국제선판이 준비되어있다. (일부 안내는 한국어, 북경어, 광동어 표기가 있음)
국제선의 경우, 스카이워드와 함께 퍼스트 클래스와 JAL 글로벌 클럽 회원 대상으로 배포하는 '아고라'(AGORA)도 같이 배치되며, 그 외에 퍼스트 클래스와 비즈니스 클래스 승객에게 무료로 배포되는 지도 및 레스토랑의 목록, 관광 및 엔터테인먼트 정보가 적힌 가이드 북인 'JAL GUIDE'가 같이 배포된다. 이들 기내지는 무상으로 가지고 가는 것이 가능하다.

#### 잡지
국내선의 경우, 비행 시간이 짧고 경비삭감 등의 사정도 있어 잡지는 배치되어 있지 않다. (어린이 용으로 그림책이나 만화 단행본 정도)
국제선의 경우는, 주간 문춘과 주간 신조 등의 주간지, 가정지 및 패션 잡지 (아이언, BRUTUS, Men's Ex 등), 동양경제 등의 경제지 등의 수십 종의 잡지가 배치된다. 타임, 뉴스위크, 보그 등의 영자지 외에, 출발지의 주요 잡지 또한 배치되어 있다.

#### 신문
국내선은 니혼케이자이 신문, 산케이 신문, 요미우리 신문, 아사히 신문, 마이니치 신문 등의 전국지와, 재팬 타임즈 등의 영자지, 스포츠 신문, 출발지의 지방 신문 등이 제공된다. 국제선은, 위 신문 및 잡지에 더하여 월 스트리트 저널, 파이낸셜 타임즈 등의 국제 경제지 및 출발지의 지역 신문 등이 제공된다.

### 기내 엔터테이먼트
국제선은 거의 전 비행기 내에 개인용 기내 엔터테이먼트가 설치되어 있어, 온디맨드 형식으로 비디오, 오디오 및 게임 프로그램 등을 제공하고 있으나, 일부 기종에는 설치되어있지 않다. 국내선의 경우 설치되어있는 비행기가 극히 일부에 한한다.

## 운항 노선
- 2012년 3월 일본항공은 다음과 같은 노선을 운항하고 있다.

### 코드쉐어 협정
- 일본항공은 다음과 같은 항공사에 코드쉐어 협정을 하고 있으며 원월드 회원에 속해 있으나 주로 스카이팀 회원과 코드쉐어 협정을 하고 있다.

| - LATAM 칠레 - S7 항공 (원월드) - 대한항공 (스카이팀) - 말레이시아 항공 (원월드) - 방콕 항공 - 베트남 항공 (스카이팀) - 샤먼항공 (스카이팀) - 스리랑카 항공 (원월드) - 싱가포르 항공 (스타얼라이언스) - 아메리칸 항공 (원월드) - 아에로멕시코 (스카이팀) | - 알래스카 항공 (원월드) - 에미레이트 항공 - 에어 뉴질랜드 (스타얼라이언스) - 에어 프랑스 (스카이팀) - 웨스트제트 - 영국항공 (원월드) - 제트블루 항공 - 제트스타 재팬 - 중국남방항공 - 중국동방항공 (스카이팀) - 중화항공 (스카이팀) | - 카타르 항공 (원월드) - 칼리타 에어 - 캐세이퍼시픽 항공 (원월드) - 콴타스 항공 (원월드) - 타이 항공 (스타얼라이언스) - 핀에어 (원월드) |  |

## 보유 기종

### 현재 사용하는 기종
- 2025년 5월 기준으로 일본항공은 다음과 같이 보유하고 있으며 평균 기령은 9.4년이다.[9][10][11][12]

## JAL 카고

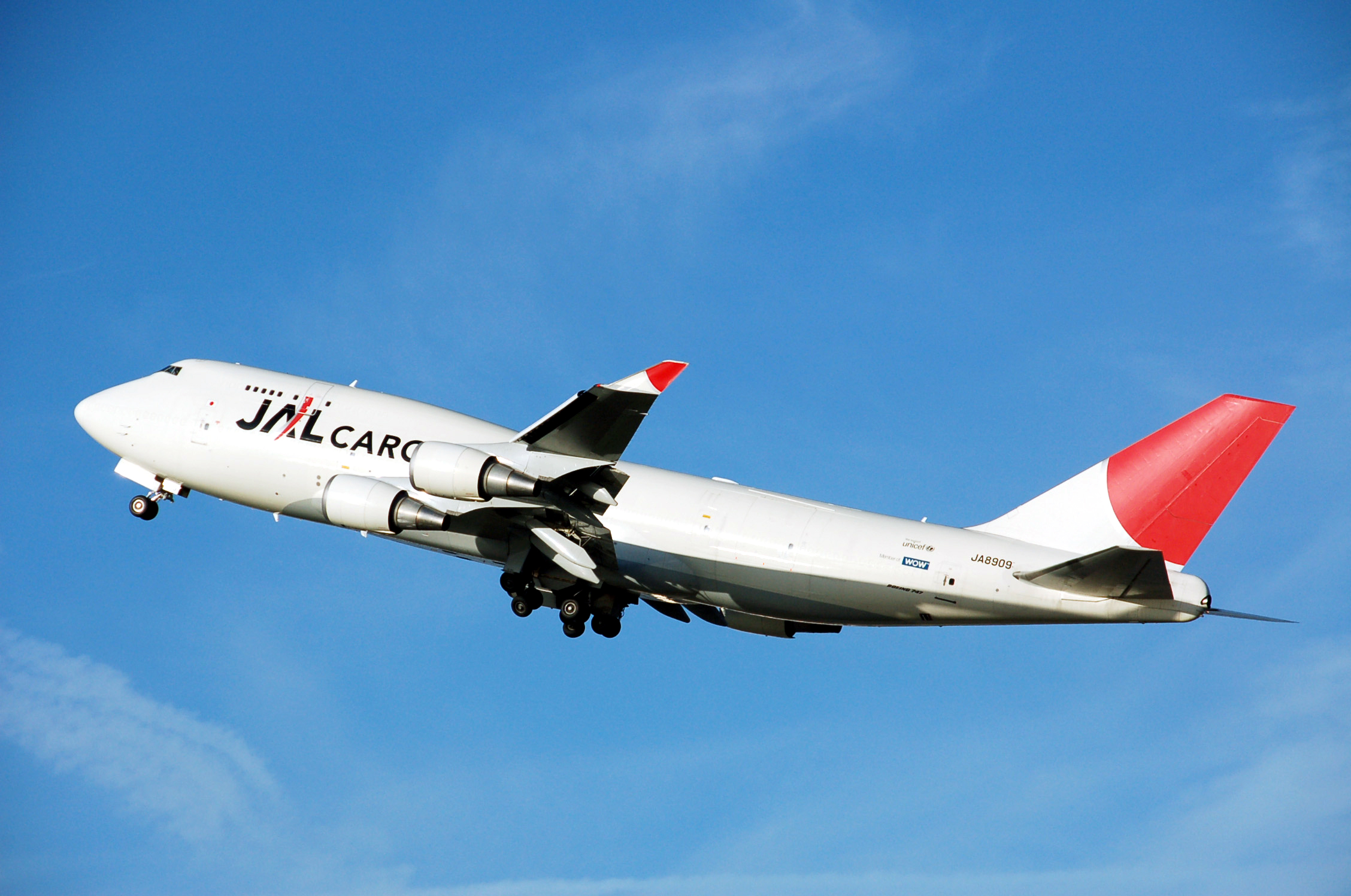
JAL CARGO의 보잉 747-400BCF (퇴역)

JAL 카고(영어: JAL Cargo) 1980년에 설립되어 2010년까지 존재했던 화물 항공사로 보유 기종은 보잉 747-400BCF, 보잉 747-400F와 보잉 767-300F로 운항했다. 2005년에 화물 항공사의 항공 동맹인 와우 얼라이언스에 가입했으나 2007년에 일본항공이 원월드에 가입한 계기로 뒤틀림 현상으로 인해 2010년에 탈퇴와 동시에 소멸했다.

## 사건 및 사고
- 1952년 4월 9일: 일본항공 301편의 마틴 2-0-2가 추락해 탑승객 37명 전원이 사망했다.
- 1970년 3월 31일: 일본항공 351편이 도쿄에서 평양으로 하이재킹 되었다.
- 1972년 11월 27일: 일본항공 446편이 셰레메티예보 국제공항을 출발하여 하네다 국제공항행 여객기가 상승하던 도중 추락하였다. 승무원 14명 중 9명과 승객 62명 중 52명이 사망하여 총 76명중 61명이 숨졌다.[30]
- 1977년 9월 28일: 일본항공 472편이 일본적군에 의해서 하이잭되었다.
- 1982년 2월 9일: 일본항공 350편이 하네다 국제공항 앞바다에 추락하였다. 이 사고로 승객 24명이 사망하였다.
- 1985년 8월 12일: 하네다 국제공항을 출발하여 이타미 국제공항으로 가던 일본항공 123편 (보잉 747-100SR)이 감압 장치의 고장으로 유압 시스템이 마비, 하네다 국제공항으로 회항하던 중 산에 추락해 탑승객과 승무원을 합하여 524명 중 520명(태아는 제외)이 사망했다. 이 사고는 당시 단일 항공기로는 사상 최악의 항공 사고였으며 역사상 두 번째로 최악의 항공 재난이었다.
- 2005년 1월 22일: 승객 211명을 태운 일본항공 보잉 777-200 항공기가 신치토세 공항에서 이륙 신호가 확인되지 않은 상태에서 이륙하기 시작했고, 관제탑에서는 이를 취소하라고 하여 이륙이 취소되었다. 이로 인하여 일본항공은 국토교통성으로부터 질책을 받았다.[31]
- 2024년 1월 2일 : 신치토세 공항에서 이륙하여 하네다 국제공항으로 향하던 일본항공 516편 (에어버스 A350-900)이 착륙 중 해상보안청 기체와 충돌하 화재가 발생하였다. 당시 516편의 승객과 승무원 379명은 빠르게 탈출하여 전원 생존하였지만, 해상보안청 항공기에 탑승한 기장만 생존하였지만 5명 사망하였다.

## 사진

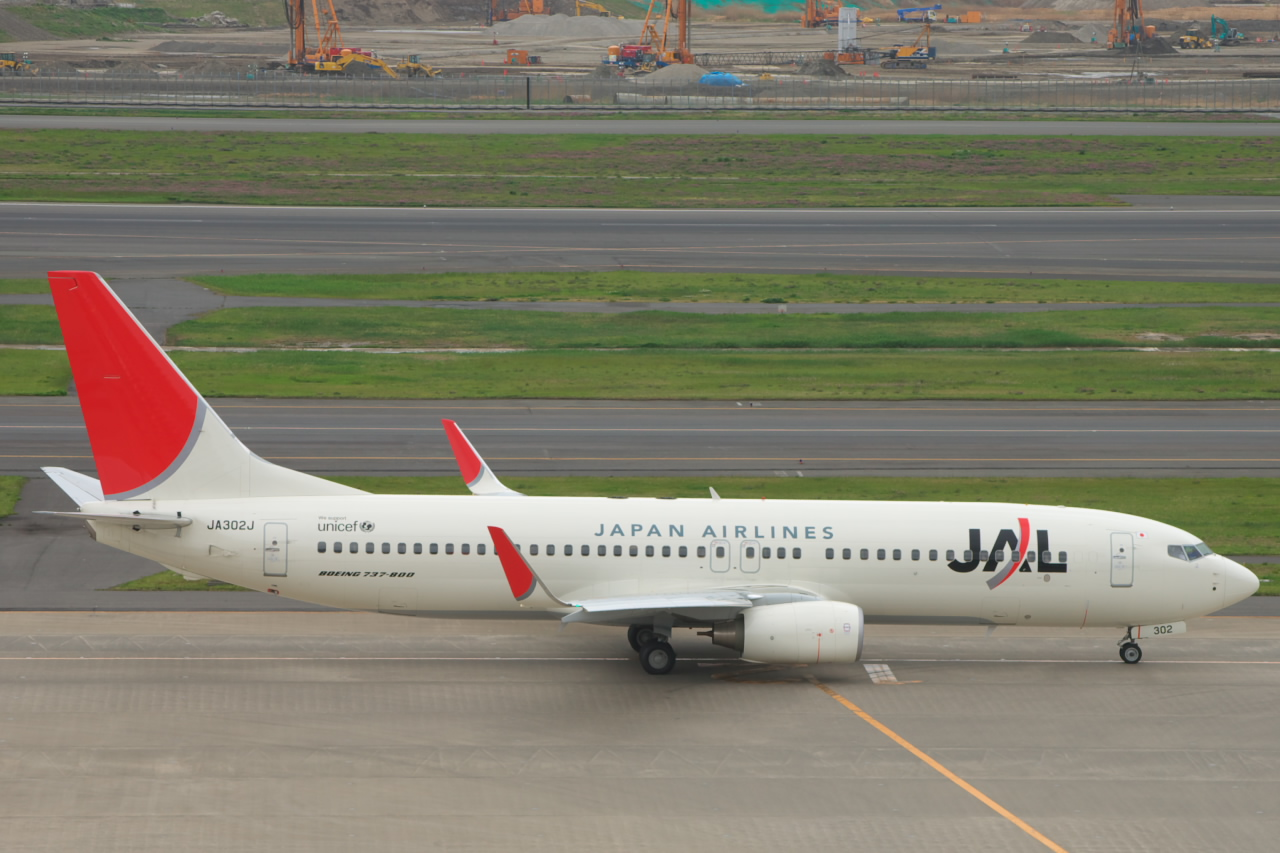
일본항공의 보잉 737-800 (구도색)
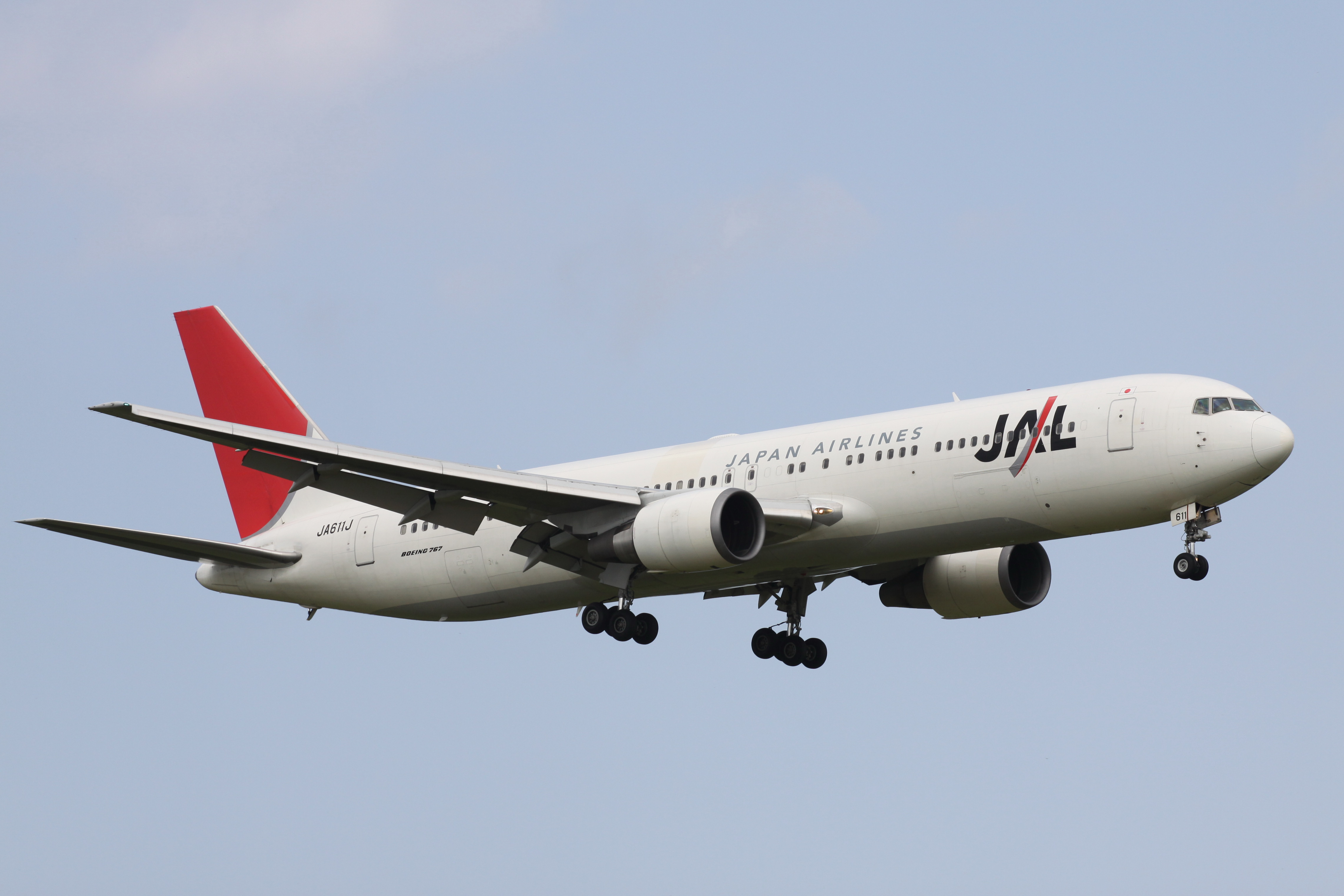
일본항공의 보잉 767-300ER (구도색)
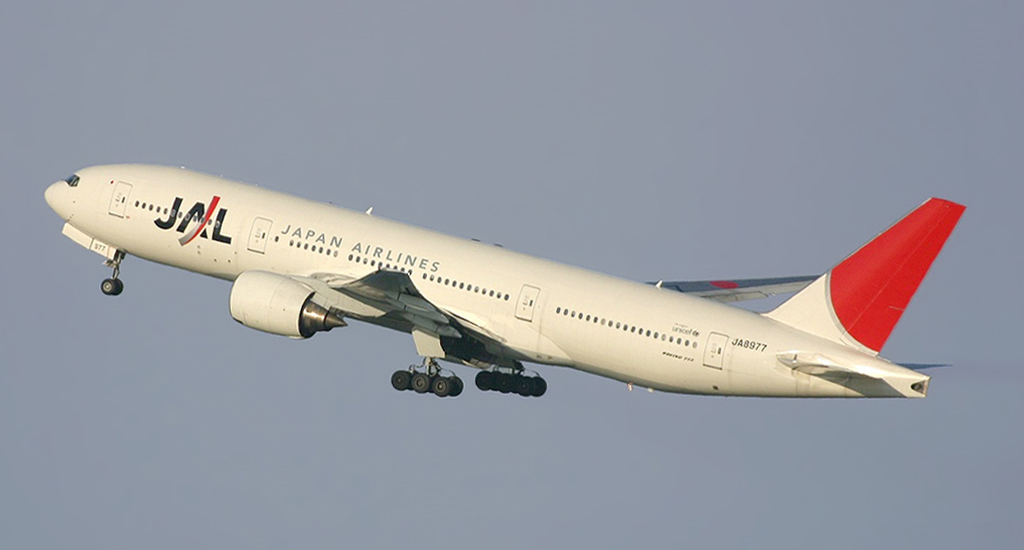
일본항공의 보잉 777-200 (구도색)
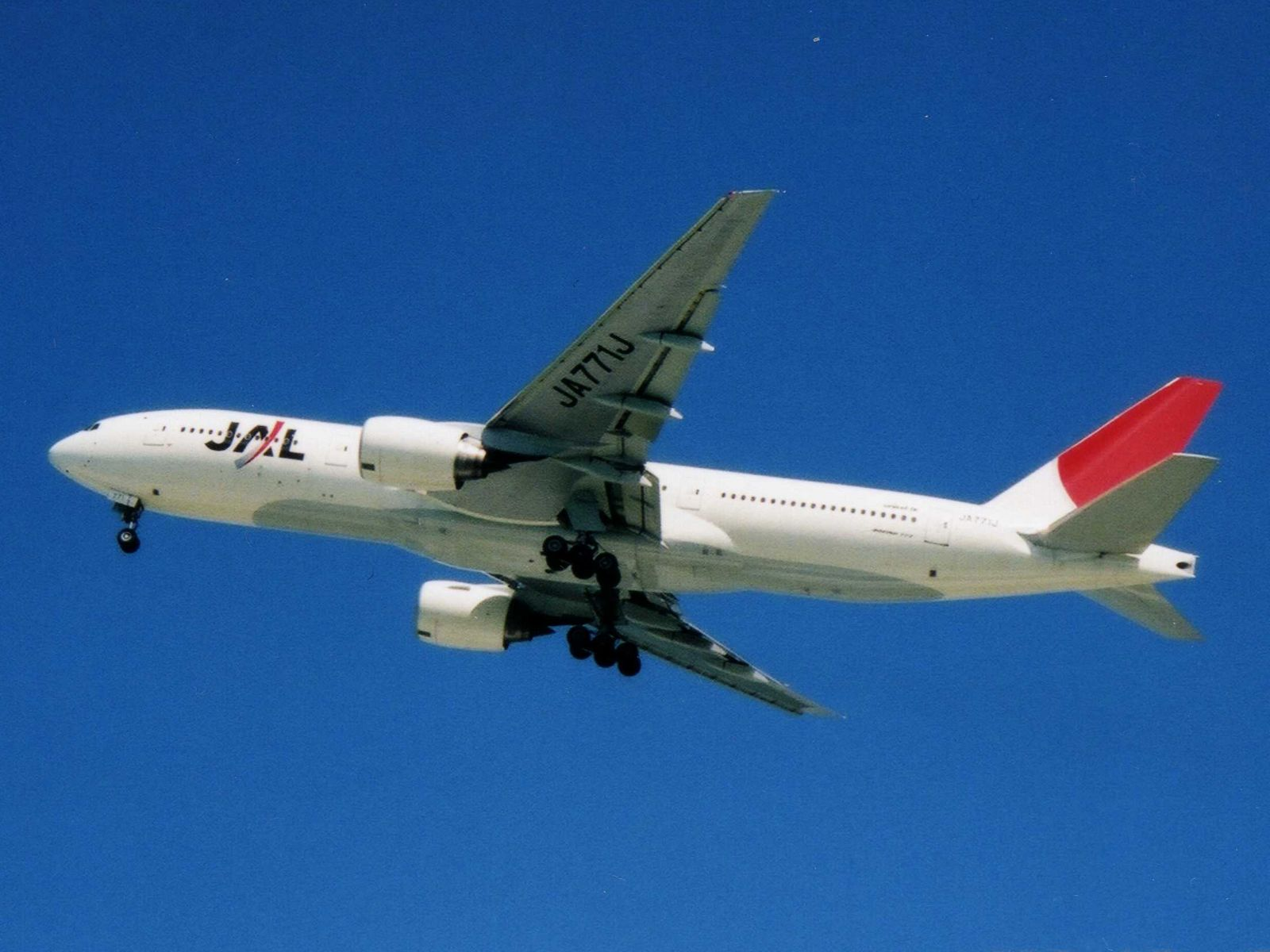
일본항공의 보잉 777-200 (구도색)
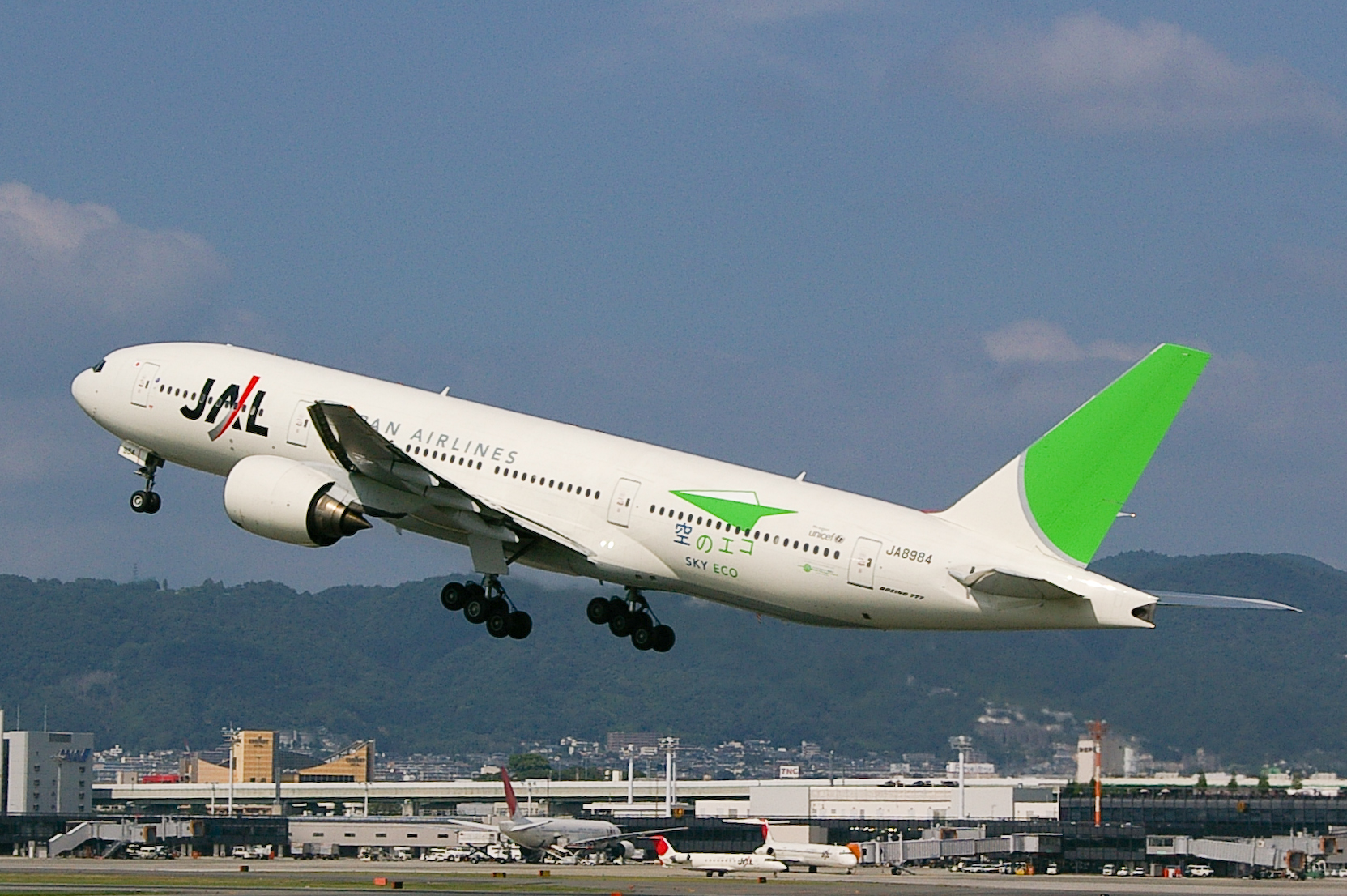
에코 제트 도장을 적용한 일본항공의 보잉 777-200 (구도색)
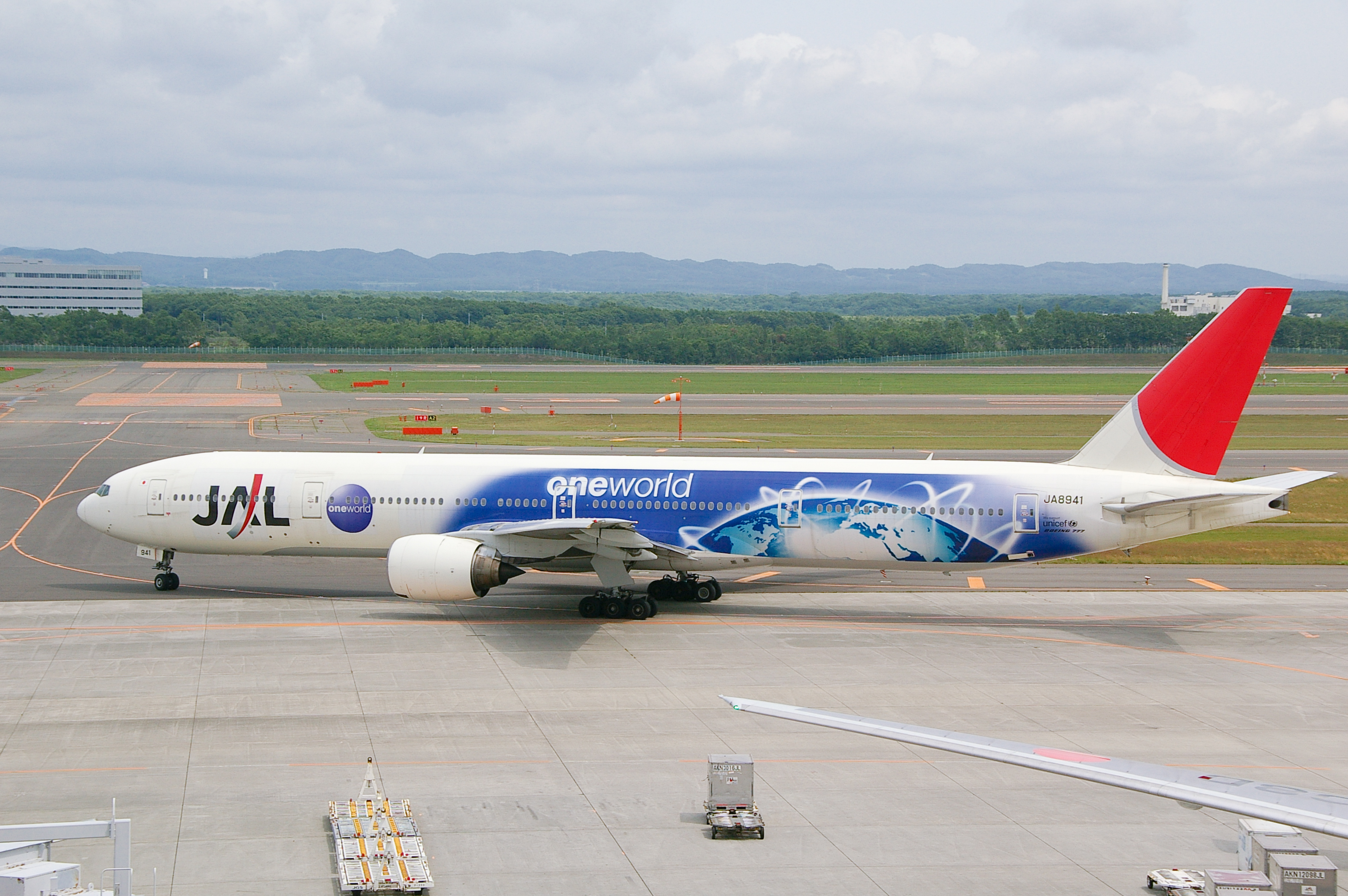
원월드 도장을 적용한 일본항공의 보잉 777-300 (구도색)
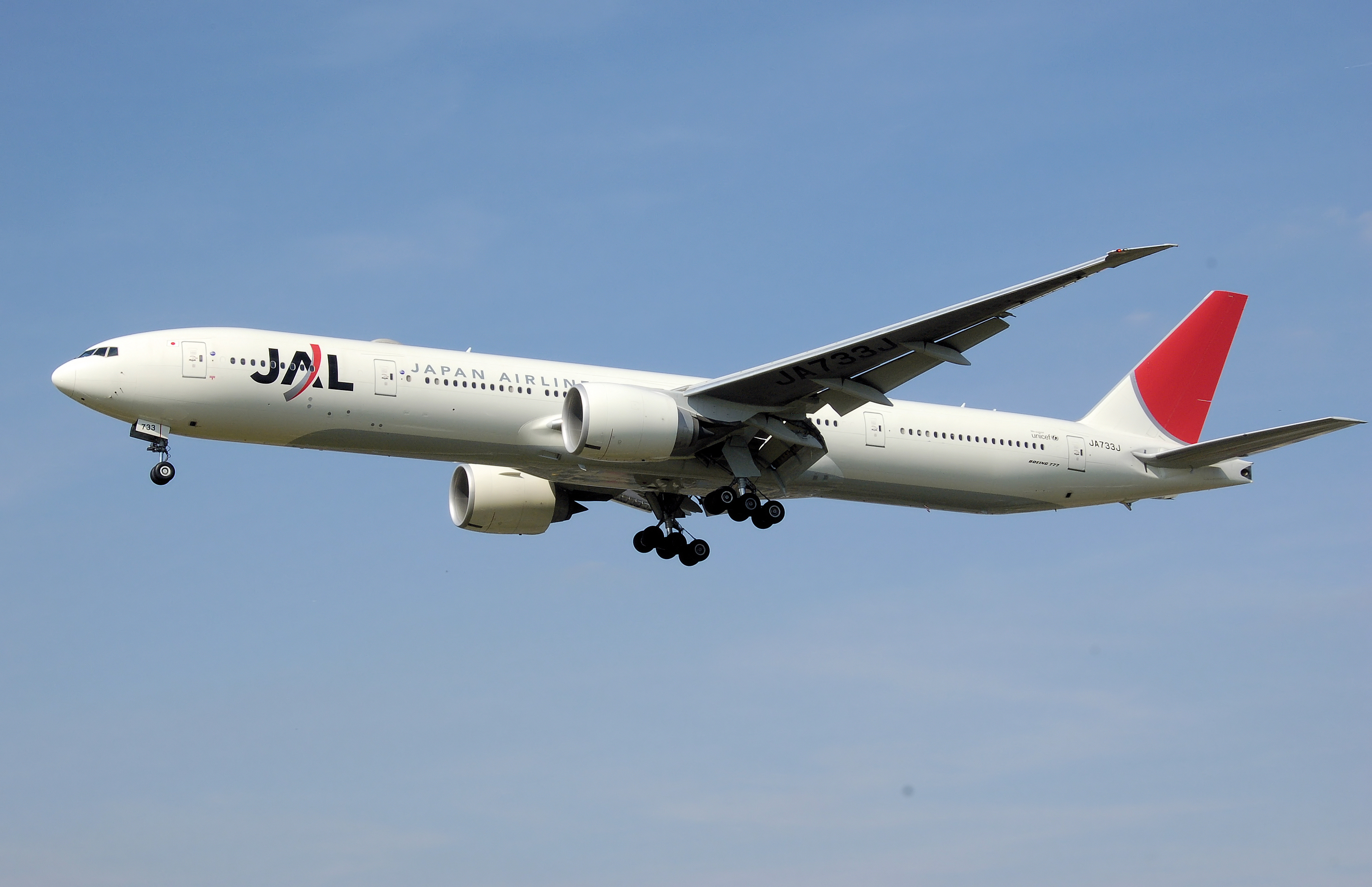
일본항공의 보잉 777-300ER (구도색)
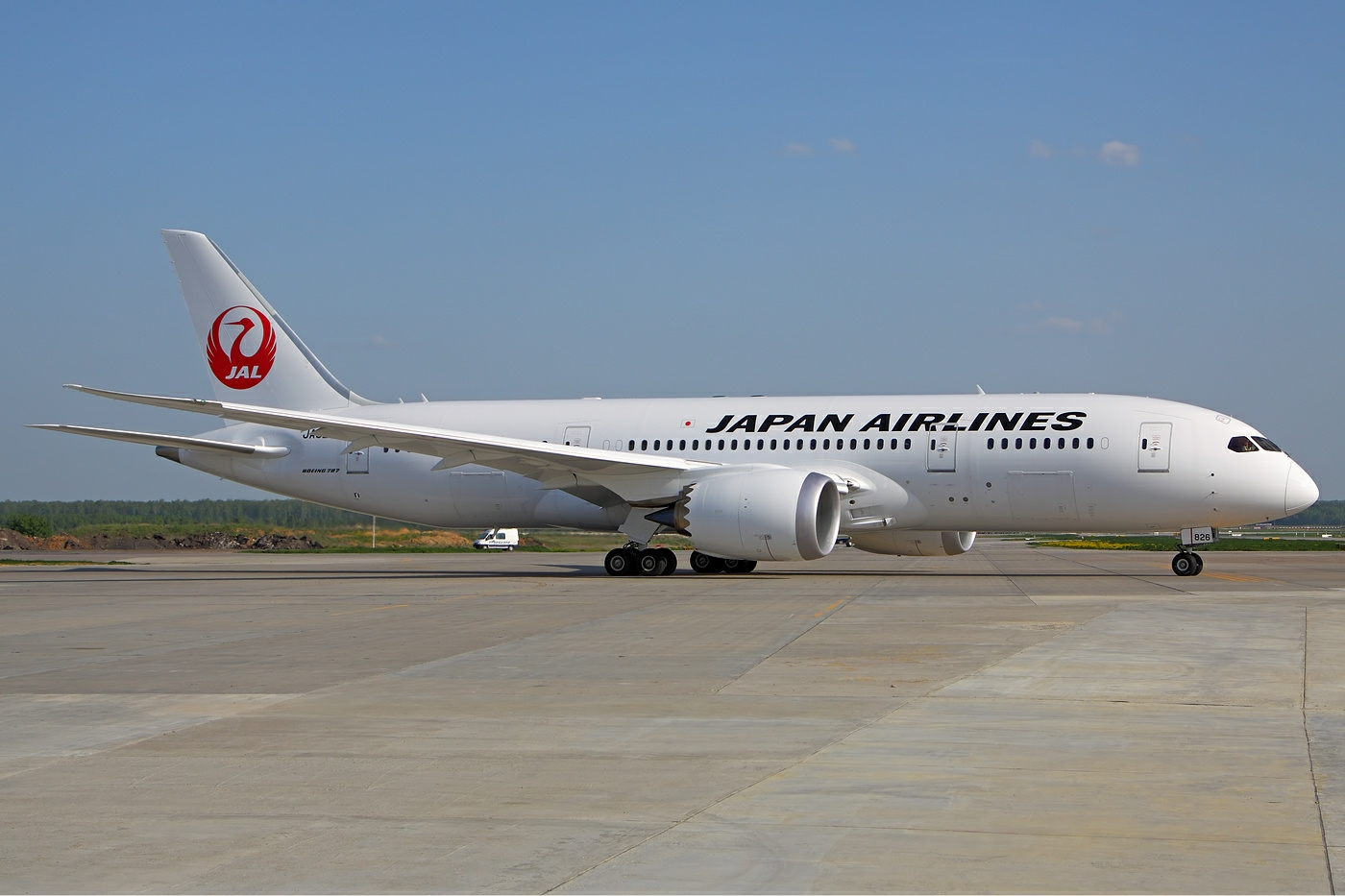
일본항공의 보잉 787-8 신도색
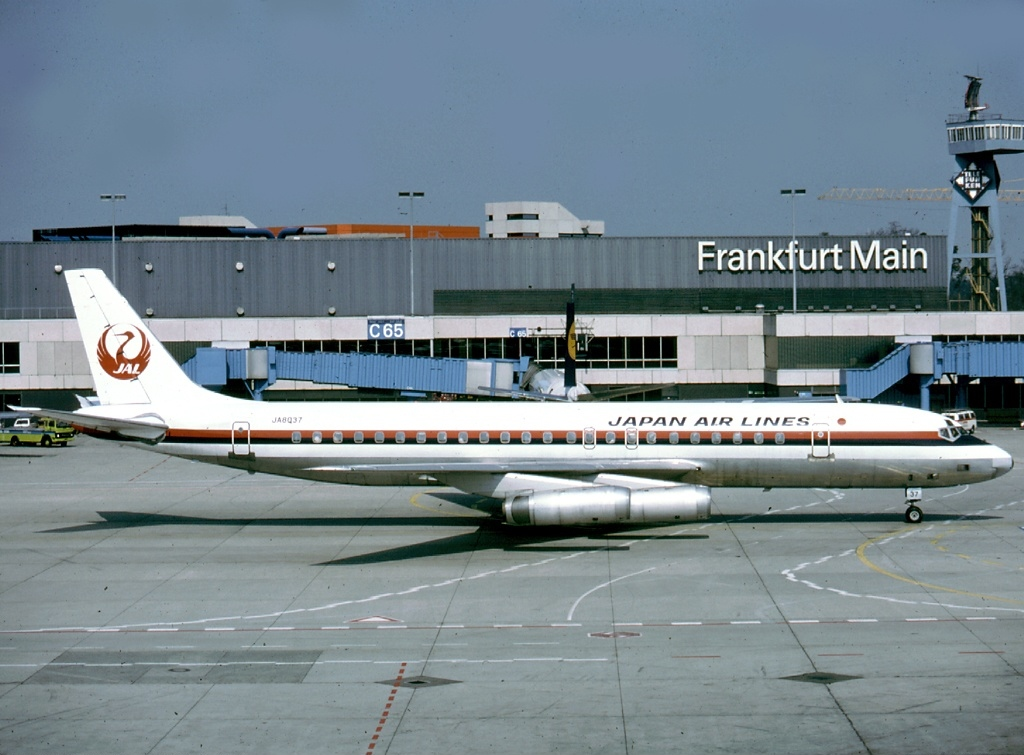
일본항공의 DC8-62 (퇴역)

## 픽션
- 만화 및 애니메이션 에이리어88에서 주인공과 관계된 야마토 항공(YAL)은 일본항공을 모델로 한 것이다.
- 탐 클렌시의 소설 <Debt of Honor>에서 일본항공은 중요한 역할을 한다.
- 만화 아즈망가 대왕에서 에피소드 21에 일본항공이 묘사된다.
- 일본항공은 2006년 봄에 방영된 일본 텔레비전 드라마 어텐션 플리즈를 후원했다. 이 드라마에서 일본항공은 항공기와 장소를 제공했다.

## 같이 보기
- 일본의 교통
- 일본의 항공사 목록
- 전일본공수
- 나라하라 산지